# Fenerbahçe SK
Fenerbahçe Spor Kulübü (of Fenerbahçe) is een sportclub opgericht in 1907 te Fenerbahçe, een wijk in de stad Istanboel. De clubkleuren zijn geel en marineblauw. De thuisbasis van de voetbalclub is het Şükrü Saracoğlustadion.
Sinds de oprichting is de club actief geweest in 35 verschillende sporttakken. Fenerbahçe profileert zich in Europa met name met zijn voetbalploeg. De club wordt gezien als een van de grootste en populairste clubs van Turkije. Fenerbahçe SK heeft negen actieve sporttakken: basketbal, volleybal, roeien, boksen, zeilen, atletiek, zwemmen en tafeltennis. De voetbalploeg is actief in de hoogste Turkse voetbaldivisie. De heren- en damesbasketbalploeg en de heren- en damesvolleybalploeg sporten ook in de hoogste Turkse divisies. De hoogste positie van de voetbalploeg op de IFFHS wereldranglijst is de 15e plek. De club heeft een aantal rivalen in Turkije zoals Trabzonspor en Beşiktaş. De grootste rivaal is stadsgenoot Galatasaray.
In het seizoen 2010/11 was de club verwikkeld in een omkoopschandaal. Als gevolg daarvan werd de club door de Turkse voetbalbond onder meer uit de UEFA Champions League teruggetrokken. In 2013 werd Fenerbahçe door de UEFA voor twee jaar uitgesloten van deelname aan Europees voetbal.

## Geschiedenis

### 1899–1907

#### Vroege geschiedenis

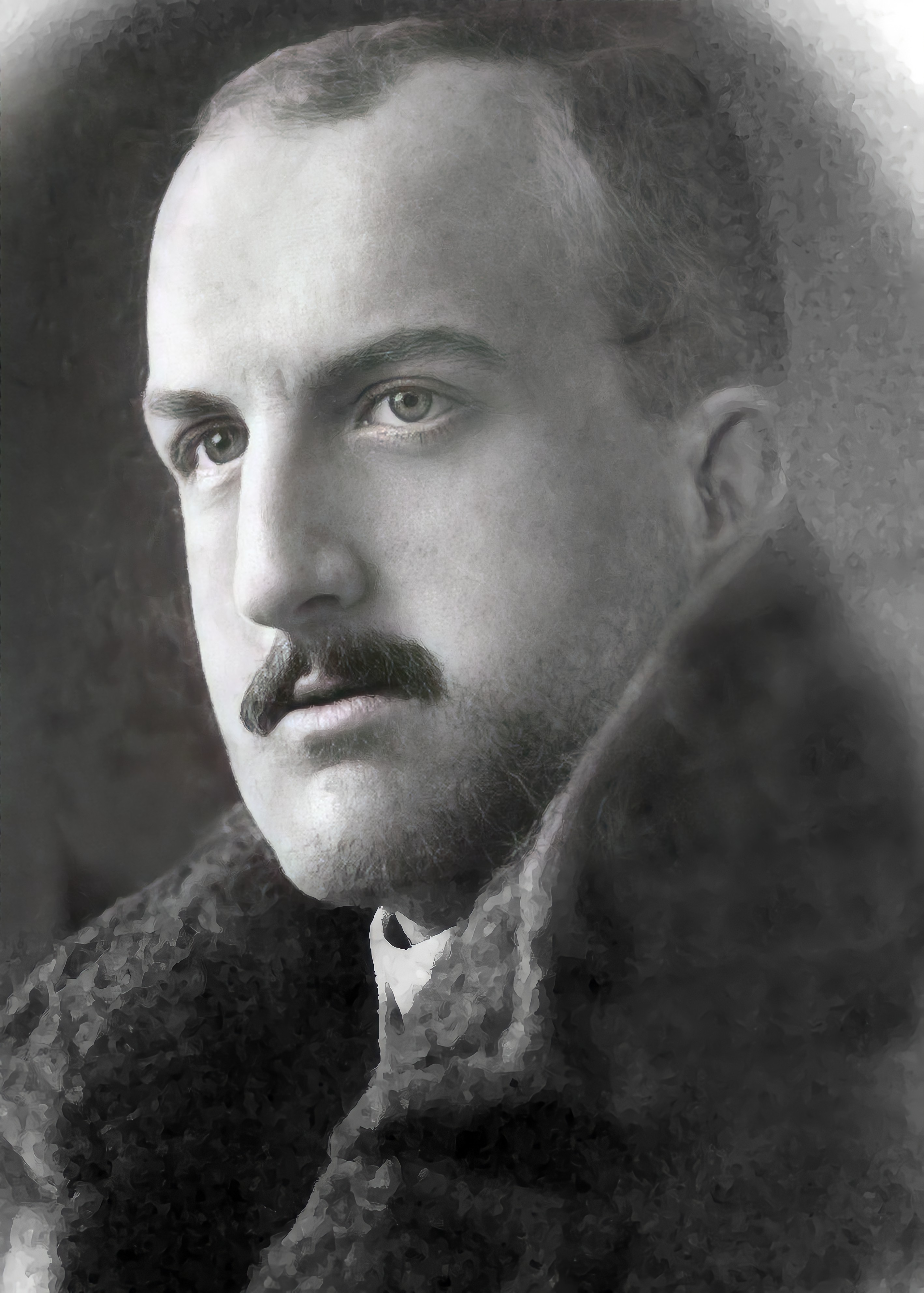
Nurizade Ziya Songülen, de oprichter en eerste president van Fenerbahçe

Hoewel Fenerbahçe werd opgericht in 1907, gaan de wortels van de club terug naar 1899. Toen behoorde Turkije tot het Ottomaanse Rijk. In dit gebied heerste de Sultan: een absolute leider die alle Turken verbood om sportverenigingen op te richten. Dit zou nationalisme aanwakkeren en daarmee op termijn zijn positie ondermijnen. In het Ottomaanse Rijk was voetbal alleen voorbehouden aan buitenlanders. De Engelsen en de Grieken voetbalden aan het einde van de negentiende eeuw nagenoeg elk weekend met en tegen elkaar. Turkse jongeren uit Kadıköy (een district van de provincie Istanboel) waren het zat om alleen maar te mogen toekijken wanneer Engelsen, Grieken en Armenen in hún district aan het voetballen waren, waardoor ze koste wat kost deze sport ook wilden beoefenen. In 1899 besloot een kleine groep mannen uit Kadıköy de regels van de Sultan aan hun laars te lappen en een voetbalclub op te richten. Om niet op te vallen, gaven zij hun club de Engelse naam Black Stockings FC. De autoriteiten bemerkten het bedrog en stuurden de mannen uiteen.
De groep hield vol en in 1902 werd een nieuwe poging gewaagd onder de naam Kadıköy Futbol Kulübü. Ook deze club was geen lang leven beschoren: Kadıköy FK werd verboden.
Tussen 1902 en 1907 werden in Istanboel steeds meer buitenlandse én de eerste Turkse voetbalclub opgericht. In 1905 werd Galatasaray SK de eerste Turkse voetbalvereniging. In diezelfde periode werden competities georganiseerd die gespeeld werden in Papazın Çayırı (de plaats van het huidige Şükrü Saracoğlustadion), recht voor de ogen van de van voetbal verstoken Kadıköy-jongeren.

### 1907–1923

#### Officiële oprichting van Fenerbahçe
In mei 1907 volgde er weer een poging die ditmaal wel slaagde. In het diepste geheim werd in een kelder te Beşbıyık Sokak 3 Fenerbahçe opgericht. Geïnspireerd door de kamillebloemen die prachtig rond de vuurtoren van Fenerbahçe (een wijk in Kadıköy) bloeiden in de lente, werden de kleuren wit en geel als clubkleuren gekozen. Diezelfde vuurtoren was destijds ook te zien in het logo van de club. De oprichters van Fenerbahçe (fener = vuurtoren, bahçe = tuin) luisterden naar de namen Ziya Songülen, Ayetullah Bey en Enver Necip Okaner.
Ruim een jaar werd gezwegen over het bestaan van de club tot in 1908 het voetbal voor alle Turken toegankelijk werd. In 1909 schreef Fenerbahçe zich in voor de Istanboel-voetbalcompetitie. Echter, door het vertrek van enkele sleutelfiguren bij Fenerbahçe, kreeg de club het in 1909/10 gelijk al moeilijk. Van de vijf gespeelde wedstrijden verloor de club er vier en speelde er één gelijk. De 22-jarige Ayetullah Bey moest in zijn eentje ervoor zorgen dat de club zowel financieel als sportief beter ging presteren. Andere voetbalclubs (Üsküdar en Pazaryolu) stelden een fusie voor aan de leiding van Fenerbahçe. Indien er een fusie zou plaatsvinden, zou de clubnaam van Fenerbahçe veranderd moeten worden. Fenerbahçe accepteerde dit aanbod niet. Uiteindelijk werden de clubkleuren veranderd in geel en blauw en werd er een nieuw logo gemaakt.

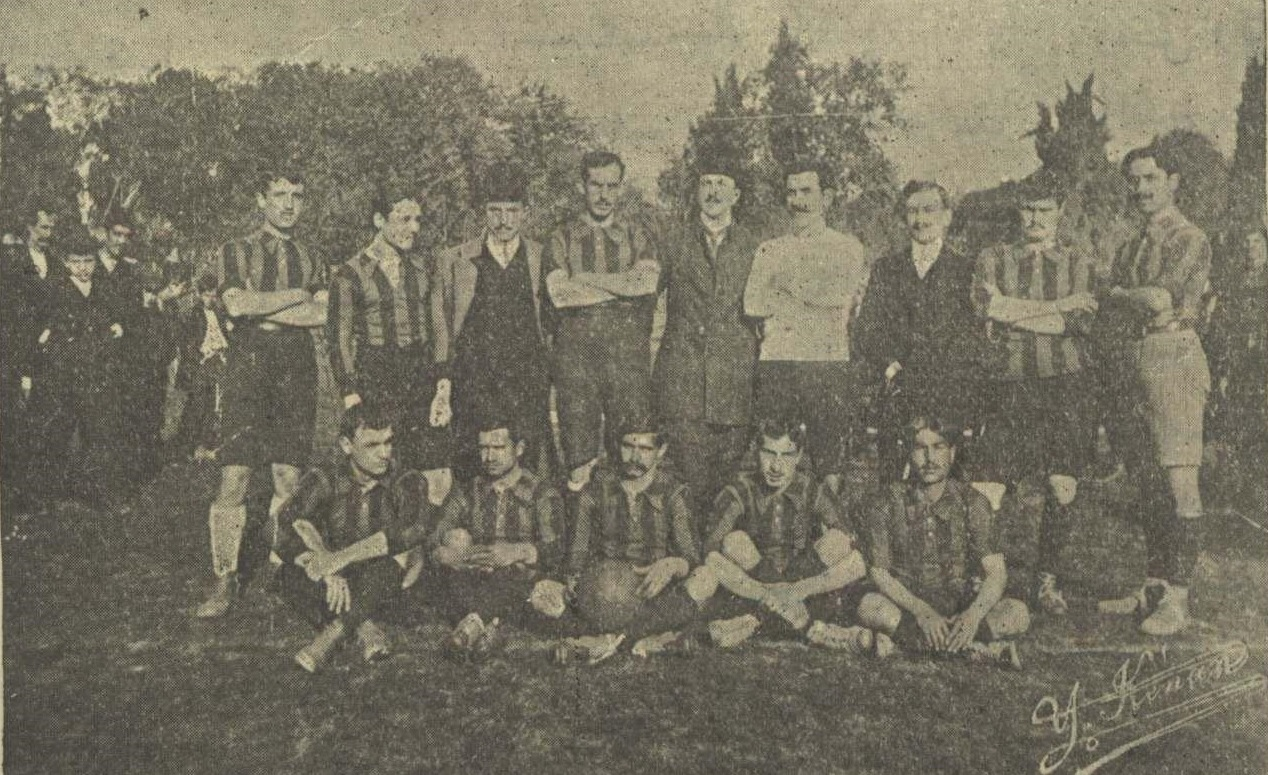
Fenerbahçe's ploeg in het seizoen 1907-08
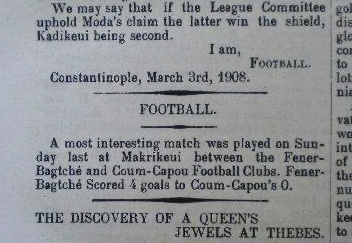
Een nieuwstekst in de krant van de wedstrijd gespeeld door Fenerbahçe op 1 maart 1908
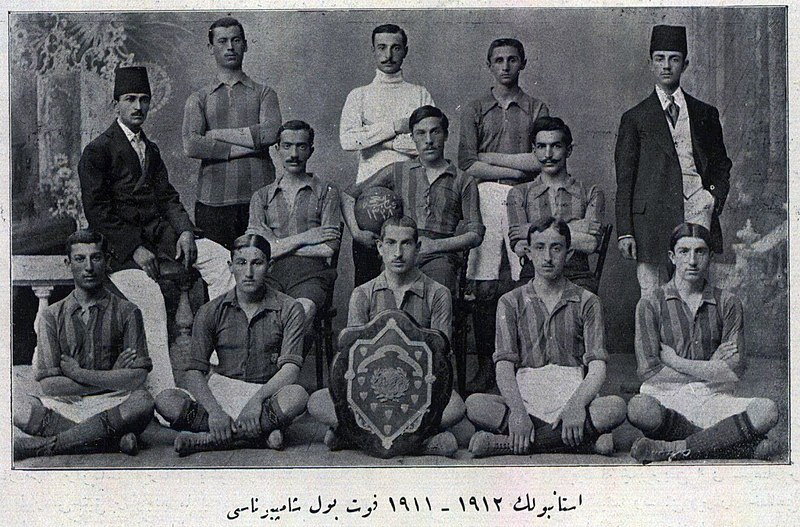
Fenerbahçe in 1911-12

Het tij zou uiteindelijk keren met de komst van Elkatipzade Mustafa van stadgenoot Kuşdili Kulübü naar Fenerbahçe. Mustafa begreep dat het zeer belangrijk was om een goede jeugdopleiding te hebben om zo de toekomst van de club te verzekeren. Hiermee werd Fenerbahçe de eerste Turkse voetbalclub dat investeerde in de jeugd. Met de komst van enkele andere spelers was Fenerbahçe klaar voor het seizoen 1911/12, waarin het uiteindelijk voor het eerst in de historie kampioen werd (zonder een wedstrijd te verliezen).
Een andere grote prestatie werd geleverd in het seizoen 1913/14. Tot dan toe hadden Galatasaray en Fenerbahçe zeven maal tegen elkaar gespeeld. Niet alleen won Fenerbahçe geen van deze wedstrijden, de club had tot dan toe zelfs geen doelpunt gescoord tegen hun aartsrivaal. Fenerbahçe won de achtste wedstrijd met 4-2 en werd dat seizoen wederom kampioen. Hasan Kamil Sporel kreeg een medaille, omdat hij de eerste Fenerbahçe-speler werd die tegen Galatasaray wist te scoren.
Rond deze tijd verhuisde de club naar een houten huis te Kuşdili. Fenerbahçe veranderde de jaren hierna van voetbalclub naar sportclub. De takken cricket, tennis, jacht en roeien werden opgericht. Deze sporten beoefende men meestal rondom het clubhuis. Niet veel later begon men dankzij Elkatipzade Mustafa ook te doen aan scouting en hockey.

#### Eerste Wereldoorlog
Met het begin van de Eerste Wereldoorlog werden oude vrienden de nieuwe vijand. De Engelse voetbalteams trokken zich terug uit de Istanboel-voetbalcompetitie. In dezelfde tijd (het seizoen 1914/15) ontstonden er ongeregeldheden tussen de Turkse voetbalteams, wat ertoe leidde dat er twee voetbalcompetities werden opgericht. Uiteindelijk werd Fenerbahçe kampioen van de ene competitie en Galatasaray van de andere. Fenerbahçe won de wedstrijd die moest beslissen welke club de beste van Istanboel was met 3-1.
Slechte tijden braken echter weer aan. Altınordu Idman Yurdu werd onder leiding van enkele mannen van de overheid opgericht. De club gebruikte zijn politieke en financiële macht en nam zeven spelers over van Fenerbahçe. Echter, dankzij de in de geschiedenis verrichte werkzaamheden van Elkatipzade Mustafa en zijn jeugdspelers, kon Fenerbahçe zich weer ongeschonden uit deze moeilijke tijden redden. De eerste wedstrijd van het jonge Fenerbahçe was op 17 november 1916 tegen Anadolu. Burhan Felek, voorzitter en aanvoerder van Anadolu, verliet woedend het veld toen hij de jeugdige spelers van Fenerbahçe het veld op zag komen. Felek voelde zich beledigd, maar het onervaren team van Fenerbahçe won de wedstrijd met 7-0.
Fenerbahçe had in het tweede artikel van de statuten staan, dat de club de jeugd van Turkije wilde voorbereiden op militaire operaties om het land te verdedigen indien nodig. Tijdens de Slag om Gallipoli en de Turkse onafhankelijkheidsoorlog heeft Fenerbahçe dan ook vele sporters verloren. Op 3 mei 1918 kreeg Fenerbahçe bijzonder bezoek: Mustafa Kemal Atatürk bezocht het Kuşdili clubhuis van Fenerbahçe. Tot op heden is de exacte datum van oprichting van Fenerbahçe onbekend. De club viert echter de oprichting op 3 mei, en ziet de oprichtingsdatum als 3 mei 1907, omdat Atatürk op 3 mei Fenerbahçe bezocht.

#### Tijden van bezetting

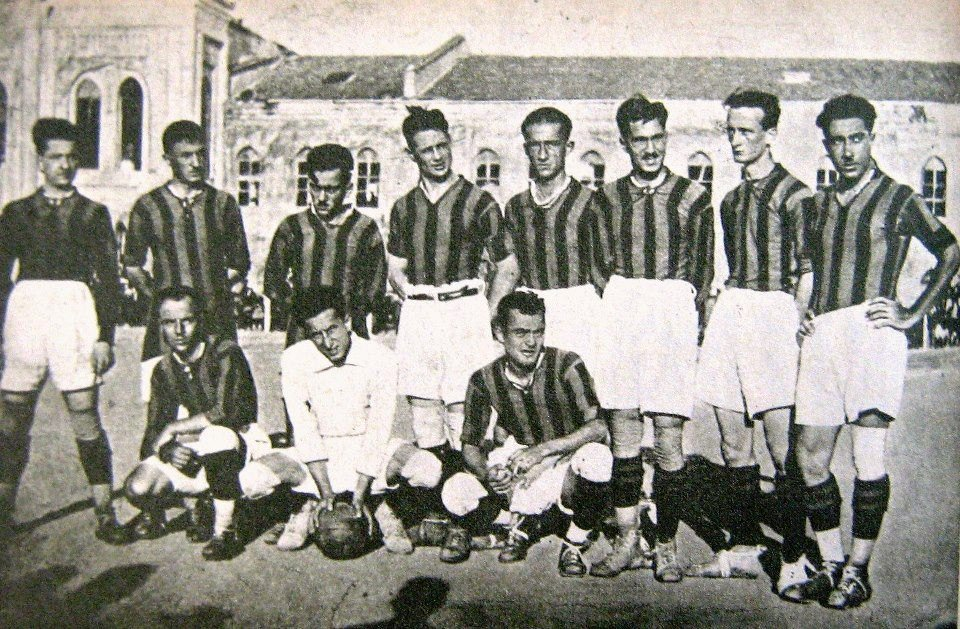
Het legendarische team uit de jaren 20

In 1918, na de Eerste Wereldoorlog, was Istanboel bezet door Britse en Franse troepen. Van 1918 tot 1923 speelde Fenerbahçe 50 wedstrijden tegen de bezetters, hiervan won de club 41 wedstrijden, speelde het 4 keer gelijk en verloor er slechts 5. Fenerbahçe leek onverslaanbaar, waardoor de Britse en Franse teams fuseerden om een beter team te vormen. Maar ook dit leek niets uit te maken. In donkere, sombere tijden van oorlog, waren de overwinningen van Fenerbahçe een enorme morele steun voor de Turkse soldaten en burgers, waardoor Fenerbahçe zichtbaar een steeds populairdere club werd. In 1922/23 werd duidelijk dat niet alleen buitenlandse teams niet gemakkelijk konden winnen van Fenerbahçe, maar dat ook Turkse teams hier veel moeite mee hadden. Fenerbahçe werd dat seizoen namelijk zonder ook maar één tegendoelpunt kampioen.

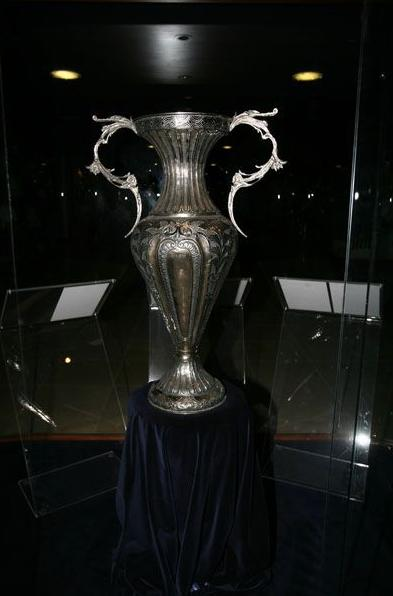
De Generaal Harrington-beker, de prijs die gewonnen werd nadat de Coldstream Guards waren verslagen

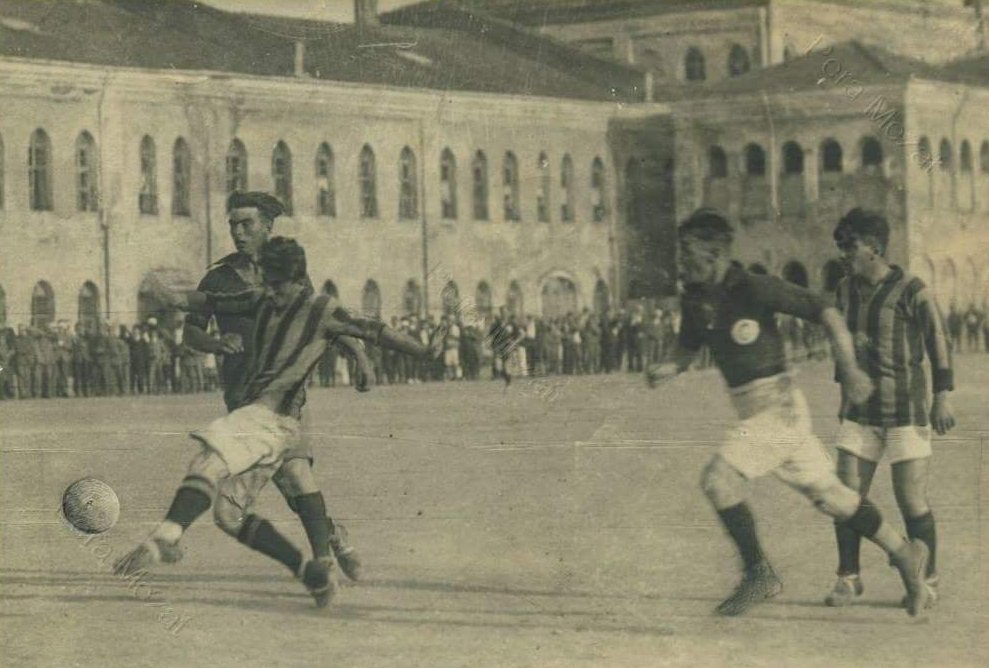
Zeki Rıza Sporel scoort het beslissende doelpunt tegen de Engelsen om de Generaal Harrington-beker

Een van de gewonnen wedstrijden van Fenerbahçe tegen de bezetters was zeer speciaal. Generaal Charles Harrington, daagde de Turkse clubs uit tot een wedstrijd voor hij Istanboel zou verlaten. Zijn team, een samenstelling van de beste Britse voetballers destijds in Istanboel en vier professionele voetballers overgebracht uit Engeland, moest voetballen voor een één meter hoge zilveren beker, het Engelse team werd de Coldstream Guards genoemd. De tegenstander, een Turks team, mocht, wat betreft Harrington, ook een samenstelling zijn van de beste voetballers van Istanboel. Fenerbahçe nam de uitdaging aan, maar had er geen behoefte aan spelers van andere teams op te roepen, ondanks dat ze destijds twee geblesseerde voetballers hadden. Fenerbahçe wilde de klus klaren met de eigen voetballers.
De wedstrijd werd gehouden op 29 juni 1923 in het Taksim Stadion. Het stadion was gevuld met duizenden toeschouwers. De eerste grote kans was voor Zeki Riza van Fenerbahçe. Daarna ging het echter steeds slechter en kwamen de Engelsen in de 30e minuut op een 0-1-voorsprong. Fenerbahçe begon aan de tweede helft met en een man minder. De verwachting was dat het team van Generaal Harrington deze wedstrijd zou winnen op Fenerbahçe. Toch was het de Turkse club die de wedstrijd na doelpunten van Zeki Riza (60e en 74e minuut) met 2-1 won. Na de wedstrijd werden de spelers van Fenerbahçe op handen en schouders gedragen door toeschouwers. Ismet Paşa, die op dat moment in Lausanne verbleef voor de Vrede van Lausanne, was verheugd toen hij het goede nieuws kreeg. Hij verstuurde een telegram om de geel-blauwen de feliciteren. De beker werd uiteindelijk overhandigd door Harrington. Opmerkelijk is dat de elf spelers allemaal uit het jeugdteam afkomstig waren.
Na de stichting van de republiek Turkije op 29 oktober 1923 waren de successen van Fenerbahçe tegen de bezetters niet vergeten. Naast het feit dat er steeds meer clubs met geel en blauw als clubkleuren werden opgericht, werden ook steeds meer clubs opgericht met Fener Gençlik (Jeugd Fener) als onderdeel van de clubnaam. Tot die tijd hadden twee grote sportverenigingen uit Istanboel nog geen wedstrijd tegen elkaar gevoetbald; het Europese Beşiktaş JK en het Aziatische Fenerbahçe voetbalden destijds in andere competities. Er werd besloten een vriendschappelijk duel te organiseren op 28 november 1924. Fenerbahçe won de wedstrijd, die met 18 man eindigde, met 4-0.

### 1927–1947

#### Kuşdili-brand
Alles leek goed te gaan met de club, tot er op 5 juni 1932 iets verschrikkelijks gebeurde. Het houten clubhuis in Kuşdili, met nagenoeg alle materiële en emotionele historie, brandde ’s nachts af. Alles en iedereen die met Fenerbahçe te maken had was in diepe rouw.
Elf dagen na de brand moest Fenerbahçe aantreden tegen een gemengd voetbalelftal uit Thessaloniki. De Turkse club was genoodzaakt alle benodigde materieel voor de wedstrijd te huren. Tijdens de warming-up voor de wedstrijd kwamen enkele spelers van aartsvijand en eeuwige vriend Galatasaray langs, trokken een Fenerbahçe-shirt aan en zeiden: "We zijn hier om jullie pijn te delen." Fenerbahçe voetbalde tegen hun Griekse tegenstander met vier Galatasaray-spelers. Fenerbahçe kwam er later dankzij een actie van de media en een door Fenerbahçe opgezette loterij weer bovenop. In de jaren hierna ging het zelfs zo goed, dat de club op 27 mei 1933 een stadion kocht ter waarde van 9000 Turkse lira. Hiermee werd Fenerbahçe de eerste Turkse voetbalclub die een eigen stadion bezat. Het stadion werd op 1 juni 1934 geopend met in het stadion een Atatürk-buste.
In 1936 werd voor het eerst een competitie opgericht voor clubs uit andere steden. Voor die tijd waren er wel wedstrijden tussen de kampioen van de ene stad tegen de kampioen van de andere, maar nu konden clubs uit Istanboel, İzmir en Ankara voor het eerst in competitieverband gewoon tegen elkaar voetballen. De eerste kampioen van de Nationale Liga (Milli Küme) werd Fenerbahçe.
Op zaterdag 9 september 1939 om 21.00 uur werd er in Istanboel voor het eerst in de historie van het Turkse voetbal een avondwedstrijd gespeeld. In het Taksim Stadion trad Fenerbahçe aan tegen Beyoğluspor. Het speelveld werd verlicht met ontelbare gloeilampen, die het zicht van het publiek niet veel verbeterden. De bal werd meerdere malen tijdens de wedstrijd wit gekalkt, zodat deze beter zichtbaar werd. Vele mensen op de tribunes konden de zes doelpunten van de ontmoeting niet eens zien. De komische wedstrijd eindigde in een 4-2-overwinning voor Fenerbahçe, en er werd besloten om voor een lange tijd geen avondwedstrijden meer te spelen.

#### Politiek en voetbal
In deze tijden was de politiek erg verbonden met sport. Zo won Fenerbahçe in 1939 het Schild van Istanboel, gemaakt door de CHP (een politieke partij). Verder werden sporters ook automatisch tot leden van de CHP benoemd. Dat ook de buitenlandse politiek verstrengeld was geraakt met sport, werd onder andere ook duidelijk met de Olympische Zomerspelen 1936 te Berlijn. Met het uitbreken van de Tweede Wereldoorlog wilde Engeland Turkije te vriend houden. Om Turken Engeland-sympathisanten te maken kwam in december 1941 een Engels legerteam met meerdere professionele voetballers naar Ankara en Istanboel om te voetballen tegen Fenerbahçe. De eerste wedstrijd in Ankara eindigde in 2-2. In de tweede wedstrijd in Istanboel floot de Engelse scheidsrechter tijdens de wedstrijd voor een strafschop in het voordeel van de Engelsen. Aanvoerder en keeper van Fenerbahçe, Cihat Arman, hield deze penalty tegen, waarna de scheidsrechter de wedstrijd stopte om Arman te feliciteren met zijn prachtige redding. Cihat Arman was verder ook verantwoordelijk voor de bijnaam van Fenerbahçe: Sarı Kanaryalar (Gele Kanaries). De keeper had namelijk altijd een geel voetbalshirt aan waardoor hij op een gegeven moment 'Gele Kanarie' genoemd zou worden door de toeschouwers. Nadat de keeper was gestopt met voetbal, zouden de toeschouwers de spelers van Fenerbahçe Gele Kanaries blijven noemen.
Een andere propagandawedstrijd werd op 31 mei 1942 gespeeld tegen de nazi-Duitse club SK Admira Wien. De club uit Wenen, die later met 3-2 van Beşiktaş en 3-0 van Galatasaray zou winnen, verloor met 2-1 van Fenerbahçe. Aangezien de voorzitter van Fenerbahçe, Şükrü Saracoğlu, destijds ook premier van Turkije was, had Fenerbahçe een aparte verantwoordelijkheid en status als het tegen buitenlandse teams moest voetballen. Saracoğlu was overigens een gerespecteerde en geliefde man. Wanneer Fenerbahçe in Ankara moest voetballen, basketballen of een andere sport moest beoefenen, bezochten de spelers altijd de voorzitter (die vanwege zijn werk vaak in Ankara te vinden was). Op 22 juli 1998 werd het stadion dat dankzij Saracoğlu in 1933 werd gekocht vernoemd naar de oud-voorzitter. Het stadion heet sindsdien het Şükrü Saracoğlu Stadion.

### 1947–1967

#### Andere sporten
Na de Tweede Wereldoorlog had, net zoals heel Turkije, ook Fenerbahçe het financieel moeilijk. Desondanks werden nieuwe sporttakken opgericht en werden successen behaald met bestaande takken. Zo behaalde Ruhi Sarıalp, destijds een atleet van Fenerbahçe, een bronzen medaille tijdens de Olympische Zomerspelen van 1948. Tot 1948 had een Turkse atleet nog nooit een medaille weten te behalen tijdens de Olympische Spelen bij het onderdeel atletiek.
In 1944 richtte Fenerbahçe zijn eerste officiële (heren)basketbalteam op. Vele sporters van Galatasaray gingen basketballen bij Fenerbahçe. Het eerste succes werd tien jaar later, op 27 maart 1954, behaald. Op die dag won Fenerbahçe, na 15 nederlagen, met 71–61 van aartsrivaal Galatasaray. Datzelfde jaar won Fenerbahçe de strijd om de Turkse Beker, en drie jaar later, in 1957, werd de club voor het eerst in de historie landskampioen basketbal.
Zowel Fenerbahçe als Galatasaray richtten rond 1947 een nieuwe sporttak op: rugby. De eerste wedstrijd tussen de twee teams eindigde in een kleine overwinning van Fenerbahçe. Op 18 mei 1947 werd de tweede en gelijk ook de laatste rugby-wedstrijd gespeeld tussen de twee teams. Fenerbahçe won de wedstrijd met 12–0 en Galatasaray besloot voorlopig niet meer te rugbyen.

### Evita Peron Cup
Nog een andere historische wedstrijd was de wedstrijd tegen het Argentijnse Club Athletico Lanus om de Evita Peron Cup. Een aantal Turkse ploegen gaan in op deze uitdaging. Nadat Beşiktaş is verslagen is het de beurt aan Galatasaray, ook zij worden echter van het veld geveegd met 5-1. Op 27 januari 1952 won Fenerbahçe met 3-2 van de Argentijnse ploeg. Na deze overwinning zijn de banden tussen Turkije en Argentinië altijd goed gebleven. Dit heeft geresulteerd in een vriendschapsband tussen de supporters van Fenerbahçe en CA Boca Juniors.

#### Lefter en Can
Op 30 maart 1947 kwam de Hongaar Ignace Molnar aan het roer te staan van het voetbalteam. In het seizoen 1947/48 werd Fenerbahçe onder leiding van Molnar kampioen van de Istanboel-voetbalcompetitie zonder ook maar één keer te verliezen. Een van de spelers dat seizoen was Lefter Küçükandonyadis. Hij kwam over van Taksimspor en voetbalde bij Fenerbahçe in ruil voor medicijnen voor zijn zieke vader. Lefter groeide bij zijn geliefde Fenerbahçe uit tot een van de beste Turkse spelers ooit. Op een gegeven moment ontstond de slagzin Ver Leftere, yaz deftere (letterlijk: geef aan Lefter, schrijf in het schrift). Dit kwam erop neer dat wanneer je de bal aan Lefter gaf, je gelijk maar een doelpunt voor Fenerbahçe erbij moest rekenen. De legendarische speler stond bekend om zijn inzicht, techniek en vele doelpunten. Toen Lefter in 1951 naar AC Fiorentina vertrok, was hij de eerste Turkse speler die naar het buitenland vertrok om te voetballen bij een buitenlandse club.
Rond deze tijd werd voetbalclub Adalet opgericht. De club was in handen van een groot textielbedrijf. Adalet probeerde spelers van andere grotere clubs binnen te lokken door middel van veel geld en werk binnen het bedrijf. Fenerbahçe kon hier niet tegenop en verloor hierdoor vijf voetballers aan Adalet. Na het vertrek van die vijf voetballers, Lefter en het stoppen van enkele anderen (waaronder Cihat Arman), kreeg Fenerbahçe het weer moeilijk. De club bestond weer uit vele jonge voetballers. Deze jonge voetballers, die zich De Kleine Duivels noemden, wonnen met 1–0 van Adalet en werden in het seizoen 1952/53 opnieuw kampioen zonder te verliezen (in de Istanboel Professionele Competitie).
Met basketballer/voetballer Can Bartu, die soms zelfs op dezelfde dag moest basketballen en voetballen voor Fenerbahçe, en zijn grote idool Lefter, die terug was gekomen uit Europa, begon Fenerbahçe sterk aan de Türkiye Birinci Ligi (= Süper Lig). De competitie bestond uit twee groepen, een rode groep (waar Galatasaray als eerste eindigde) en een witte groep (waar Fenerbahçe als eerste eindigde). In de finale van de competitie kwamen de twee giganten uit Istanboel twee keer tegenover elkaar te staan. De eerste wedstrijd won Galatasaray met 1-0 dankzij een hard schot, dat voor een gat in het net zorgde. De tweede wedstrijd won Fenerbahçe met 4-0, waardoor de club zich de eerste kampioen van de Türkiye Birinci Ligi mocht noemen.
In 1959 stond Fenerbahçe een andere uitdaging te wachten. De Turkse club moest voor de Europacup I aantreden tegen de Hongaarse kampioen Csepel SC. De wedstrijd in Istanboel eindigde dankzij Can Bartu in een 1-1 gelijkspel. De Hongaarse trainer van Fenerbahçe, Ignace Molnar, zorgde ervoor dat de club uit met 2–3 won, waardoor Fenerbahçe de eerste Turkse club werd die in Europa een ronde verder kwam.

### 1967–1990

#### Naamsbekendheid
In 1968 moest Fenerbahçe in de Europacup I aantreden tegen de Engelse kampioen Manchester City FC. Twee jaar hiervoor was Engeland nog wereldkampioen voetbal geworden. Manchester City was, vooral in de eerste wedstrijd die gespeeld zou worden in Manchester, zwaar favoriet. Iedereen (ook in Turkije) ging ervan uit dat Fenerbahçe met grote cijfers zou verliezen. Dankzij keeper Yavuz Şimşek, die in die wedstrijd uitstekend keepte, bleef het 0–0. Op 2 oktober 1968 volgde de return in Istanboel. Manchester City begon goed aan de wedstrijd en kwam na 11 minuten, dankzij een slechte terugspeelbal van centrale verdediger Ercan Aktuna, op een 0–1 voorsprong. De minuten hierna begon Fenerbahçe steeds aanvallender te spelen en dankzij Abdullah in de 46e minuut werd het 1–1. Ercan Aktuna was met dit doelpunt in de zevende hemel; zijn fout was ongedaan gemaakt. Het publiek ging nog meer achter hun club staan en Fenerbahçe won de wedstrijd met 2–1 na een doelpunt van Ogün Altıparmak in de 76e minuut. Turkije sliep die nacht niet: Fenerbahçe had de landskampioen van de wereldkampioen uitgeschakeld.
In 1972 had de club had een overeenkomst weten te bereiken met tweevoudig wereldkampioen Valdir Pereira, ook wel bekend als Didi, om aan te treden als coach. Onder leiding van de Braziliaan won Fenerbahçe in drie jaar tijd maar liefst acht prijzen (o.a. tweemaal het landskampioenschap en eenmaal de Turkse voetbalbeker). Voordat Didi naar Istanboel kwam, kon Fenerbahçe al langere tijd niet van Galatasaray winnen. In de eerste wedstrijd van Fenerbahçe onder leiding van Didi tegen Galatasaray, gaf de Braziliaan geen tactische aanwijzingen. Hij vertelde de spelers dat de wedstrijd tegen Galatasaray een gewone wedstrijd zoals alle andere was. Hij vertelde ze dat ze vrijuit moesten denken en spelen. Er was niets bijzonders aan deze wedstrijd. In de tijd van Didi, Cemil Turan en Osman Arpacıoğlu speelde Fenerbahçe 18 keer tegen Galatasaray. Van die wedstrijden won Fenerbahçe er 10, speelden de twee clubs 6 keer gelijk en won Galatasaray slechts 2 wedstrijden. Fenerbahçe was in die drie seizoenen met Didi zeer succesvol en zeer populair. Milliyet (een Turkse krant) deed onderzoek naar de populariteit van Turkse clubs. Uit het onderzoek bleek dat 60,56% van de onderzoekspopulatie Fenerbahçe verkoos.

#### Dieptepunt en hoogtepunt
In 1980 werd de Duitse trainer van Eintracht Frankfurt, Friedel Rausch, naar Fenerbahçe gehaald. Desondanks was het seizoen 1980/81 een dramatisch slecht seizoen voor Fenerbahçe. De club was en is nog nooit zo dicht bij degradatie geweest. Dat seizoen zouden de nummers 14, 15 en 16 degraderen naar TFF 1. Lig. Fenerbahçe werd tiende, maar had hetzelfde aantal punten als de nummer 14 Çaykur Rizespor. Omdat Fenerbahçe een beter doelsaldo had, degradeerde de club uiteindelijk niet.
Tussen 1985 en 1988 ging het niet veel beter met de Gele Kanaries. De club werd tweemaal vijfde en eenmaal achtste. In die drie seizoenen wisselde de club maar liefst zes keer van trainer. Het was tijd voor verandering. Nieuwe spelers zoals Rıdvan Dilmen en Aykut Kocaman werden gehaald. De keeper van het nationale elftal van Duitsland, Harald Schumacher, werd overgehaald te keepen voor Fenerbahçe. De Duitser, die zowel tijdens de finale van het Wereldkampioenschap voetbal in 1982 als in die van 1986 het doel van West-Duitsland had beschermd, was tot dan toe verreweg de meest bekende buitenlandse speler die naar Turkije kwam om te voetballen voor een Turkse club. Met zo’n elftal leek succes gegarandeerd te zijn. In 1988/89 vestigde de club records die tot op heden nog steeds niet zijn gebroken. Zo scoorde Fenerbahçe destijds 103 doelpunten in de Süper Lig (2,86 doelpunt per wedstrijd), nog nooit had een ploeg uit Turkije in de Süper Lig zo'n gemiddelde behaald. Van de 36 wedstrijden won Fenerbahçe er 29, speelde de club 6 keer gelijk en verloor het slechts één keer. Van de 108 haalbare punten, haalde Fenerbahçe er 93 (86,11%). Ook dit is een record. Het doelsaldo dat seizoen was 76 (103 voor - 27 tegen). Ook daar vestigden de geel-blauwen een record mee. Topscorer van Fenerbahçe dat seizoen was Aykut Kocaman met 29 doelpunten. Geen enkele andere speler van Fenerbahçe werd met zo'n hoog aantal doelpunten topscorer van de Süper Lig. Rıdvan Dilmen gaf datzelfde seizoen 41 assists en scoorde zelf 19 doelpunten.
Een ander hoogtepunt in het seizoen 1988/89 was op 3 mei 1989 de wedstrijd tegen Galatasaray voor de Turkse voetbalbeker. De wedstrijd werd gespeeld in het Ali Sami Yenstadion. Galatasaray kwam in de eerste helft dankzij drie doelpunten van Tanju Çolak – die later in zijn carrière voor Fenerbahçe zou spelen – op een 3–0 voorsprong. Na de rust won Fenerbahçe de wedstrijd dankzij doelpunten van Aykut Kocaman en Hasan Vezir (3x) met 4–3.

### 1990–2007

#### Jaren 90
Nederlander Guus Hiddink werd in een seizoen vol pech de nieuwe trainer van de club (1990/91). Schumacher kreeg geelzucht, Dilmen werd meerdere malen geopereerd en andere sleutelfiguren van de club raakten geblesseerd. Fenerbahçe verloor haar eerste thuiswedstrijd met 1–6 van Aydınspor. Dit was en is een record; Fenerbahçe heeft in de Süper Lig tot op heden nog steeds niet met zes tegendoelpunten verloren. De club eindigde uiteindelijk op de vijfde plaats met een doelsaldo van 0. Met de basketbaltak ging het datzelfde seizoen stukken beter: Fenerbahçe werd in 1991 voor het eerst sinds jaren weer landskampioen.
De jaren 90 waren geen succesvolle tijden voor Fenerbahçe. Slechts één keer werd de ploeg kampioen van Turkije (in 1995/96). Verder werd er slechts één finale van de Turkse Beker gespeeld door Fenerbahçe, die ze uiteindelijk verloren van aartsrivaal Galatasaray. In de jaren 90 had Fenerbahçe 3 topscorers in de gelederen. In 1991/92 werd Aykut Kocaman met 25 doelpunten topscorer, in 1992/93 werd Tanju Çolak topscorer met 27 doelpunten, in 1993/94 werd Bülent Uygun met 22 goals de beste schutter en tot slot werd Aykut Kocaman in 1994/95 opnieuw topscorer van Turkije met 27 doelpunten.
Ondanks dat het sportief slechter ging met Fenerbahçe dan de decennia ervoor, ging de club het economisch beter doen. Dit kwam vooral door de rijke voorzitters Ali Şen en Aziz Yıldırım. Steeds meer Europees bekende spelers en trainers kwamen naar Istanboel om hun brood te verdienen bij Fenerbahçe. Enkele voorbeelden van zulke trainers zijn de huidige bondscoach van Duitsland Joachim Löw, en trainer van wereldkampioen Brazilië in 1994 Carlos Alberto Parreira. Ook steeds meer bekende spelers kwamen voetballen bij de club uit Istanboel: Jay-Jay Okocha (vertrok naar Paris Saint-Germain), Elvir Baljić (vertrok naar Real Madrid CF), Emil Kostadinov (kwam over van FC Bayern München), Jes Høgh (vertrok naar Chelsea FC).

#### De 21ste eeuw in

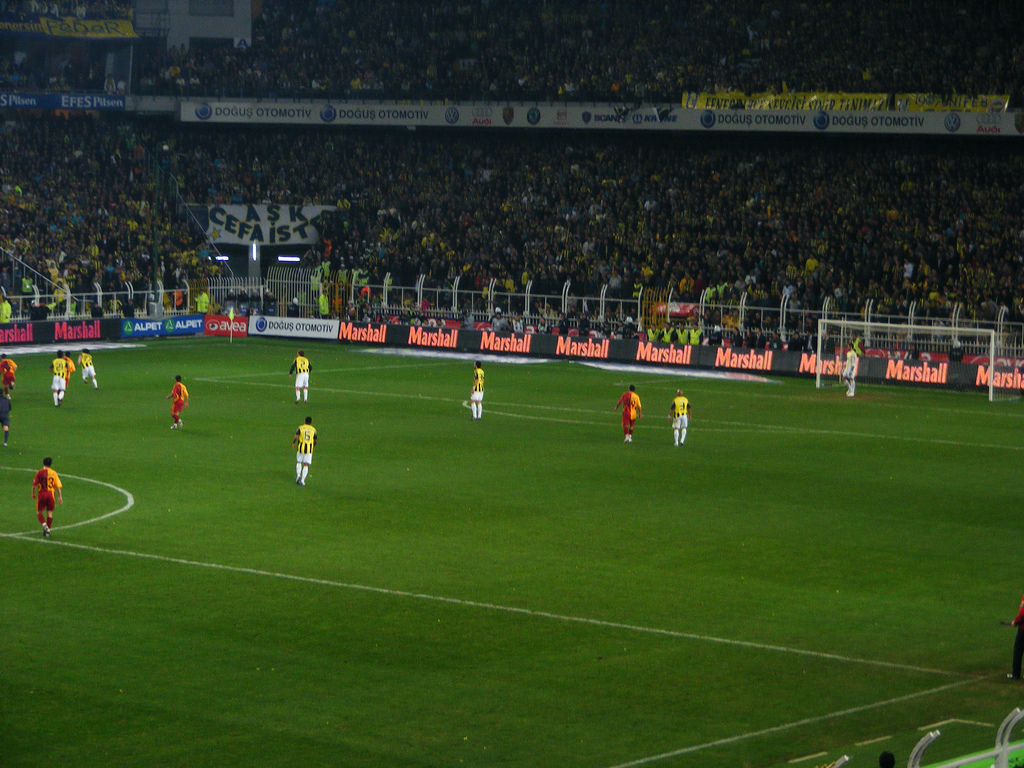
Een scène van de wedstrijd Fenerbahçe - Galatasaray in het seizoen 2007/08

In 1998 werd Aziz Yıldırım met één stem verschil verkozen tot voorzitter van de sportclub. Yıldırım had vele langetermijnplannen. Hij ging in sportief slechtere tijden niet voor succes voor één seizoen, maar later succes voor meerdere seizoenen. Het Fenerbahçe Stadion, waarvan de naam dat jaar werd veranderd in Şükrü Saracoğlu Stadion, was een van de eerste stappen van Yıldırım. Het stadion had destijds een capaciteit van 28.000 plaatsen. Na verbouwingen werd dit in 2001 42.000 plaatsen en later werd het 52.500 plaatsen. Het stadion werd als eerste onder handen genomen, omdat het een grote inkomstenbron was en een nog grotere inkomstenbron zou worden voor Fenerbahçe. Aziz Yıldırım wilde dat het stadion een plek zou worden waar men met het hele gezin zou kunnen komen, zichzelf kunnen vermaken en waar men zich thuis kon voelen. Voetbal moest een show worden.
Na 5 jaar, in het seizoen 2000/01, werd Fenerbahçe weer landskampioen voetbal. Het succes werd behaald met sterren zoals Kennet Andersson, Milan Rapaić, Elvir Baljić, Ogün Temizkanoğlu, Rüştü Reçber en Abdullah Ercan. Trainer van Fenerbahçe dat seizoen was de Turk Mustafa Denizli. Voor het eerst in de historie werd Fenerbahçe kampioen in de Süper Lig met een Turkse trainer. Het team won dat seizoen alle thuiswedstrijden. De thuiswedstrijd van Fenerbahçe tegen Gaziantepspor (dat destijds meedeed voor het kampioenschap) dat seizoen was legendarisch. De eerste helft eindigde in een 0-3-voorsprong van Gaziantepspor. In een tijdsbestek van negentien minuten kwam Fenerbahçe in de tweede helft langszij met doelpunten van Haim Revivo, Uche Okechukwu en Milan Rapaić (2x). De wedstrijd eindigde in een 4-3-overwinning voor de ploeg uit Istanboel.
Het seizoen 2002/03 verliep desastreus voor Fenerbahçe. De club eindigde op de zesde plaats in de Süper Lig. Wel werd een historische 6-0-overwinning geboekt op Galatasaray. Na dit seizoen vonden er serieuze veranderingen plaats binnen de club. Aziz Yıldırım vond dat het tijd werd voor een stabiel team; dit betekende een coach die langer moest blijven dan zes maanden, en een aankoopbeleid gericht op de toekomst. In 2003/04 werd de Duitser Christoph Daum de nieuwe trainer van Fenerbahçe. Daarnaast werden vele nieuwe Turkse spelers gekocht die op dat moment of al voor het nationale elftal van Turkije speelden, ofwel Jong Turkije-spelers waren. Ook in dat jaar werd de Nederlander Pierre van Hooijdonk aangetrokken. Ondanks (of juist door) de vele veranderingen begon het nieuwe seizoen niet goed: gelijk in de eerste competitiewedstrijd werd thuis met maar liefst 0-3 verloren van Istanbulspor. Men ging de winterstop in met een achterstand van 11 punten op de nummer 1 Beşiktaş (Fenerbahçe had wel één wedstrijd minder gespeeld). De tweede seizoenshelft verliep echter voortreffelijk voor Fenerbahçe en de club werd zelfs kampioen van Turkije met 4 punten verschil op de nummer 2 Trabzonspor. Pierre van Hooijdonk werd tweede in de topscorerslijst.
Fenerbahçe begon het seizoen 2004/05 als de gedoodverfde favoriet voor het kampioenschap. De verwachtingen kwamen uit en Fenerbahçe werd weer kampioen, deze keer met 3 punten verschil op nummer 2 Trabzonspor. Dit kampioenschap werd dubbel gevierd omdat men kampioen werd in het jubileumjaar (honderdjarig bestaan) van aartsrivaal Galatasaray.
Het seizoen 2005/06 werd een seizoen om snel te vergeten voor Fenerbahçe. De torenhoge favoriet verspeelde in de laatste wedstrijd het kampioenschap, waarin men alleen maar hoefde te winnen van degradatiekandidaat Denizlispor. Fenerbahçe speelde met 1-1 gelijk, waardoor Galatasaray kampioen werd. Dit terwijl Fenerbahçe in de competitie zowel uit als thuis won van de aartsrivaal, en daarnaast Galatasaray ook had uitgeschakeld in de Turkse Beker. Christoph Daum kondigde in de zomer van 2006 zijn afscheid aan. De Duitser gaf in een emotionele persconferentie aan dat hij een zware heupoperatie moest ondergaan en dat hij daarom even geen club meer kon trainen.
Na het Wereldkampioenschap voetbal 2006 werd de trainer van Japan, Zico, de nieuwe trainer van Fenerbahçe. De Braziliaan moest Fenerbahçe leiden in hun honderdjarig bestaan. De verwachtingen waren dan ook zeer hoog. Aan het begin van het seizoen, net voor het sluiten van de transfermarkt, kocht Fenerbahçe Mateja Kežman, Deivid de Souza en Braziliaans international Edu Dracena. De Uruguayaan Diego Lugano werd al eerder die zomer aangetrokken. Fenerbahçe werd uiteindelijk na een tumultueus seizoen kampioen van Turkije, zonder ook maar één keer te verliezen van aartsrivalen Beşiktaş en Galatasaray.

### De jaren 10 van de 21ste eeuw, omkoopschandaal

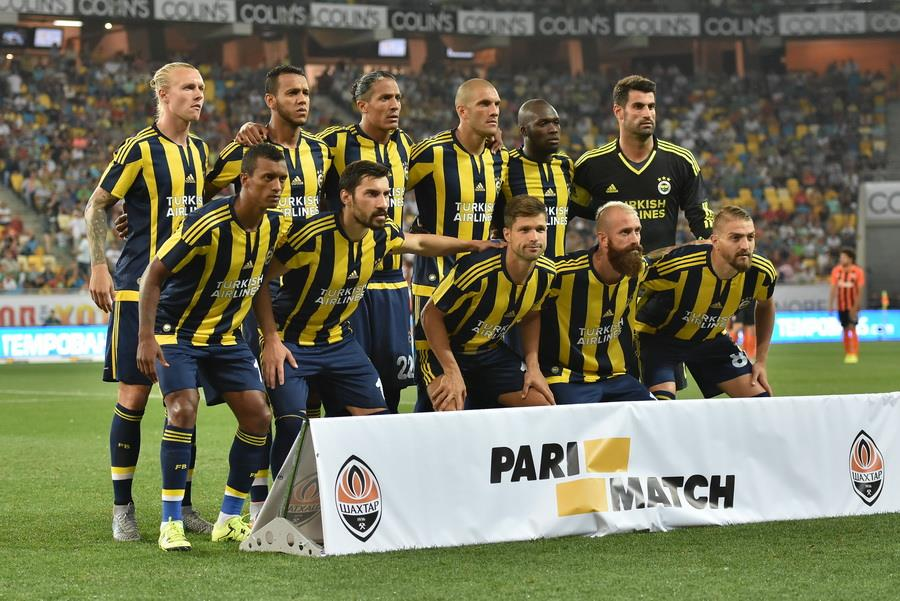
Fenerbahçe in 2015

In seizoen 2010/11 werd de club weer kampioen van Turkije, maar vlak na het behalen van de titel kwam de club in opspraak. De politie arresteerde voorzitter Yıldırım op beschuldiging van manipulatie en omkoping van voetbalwedstrijden tijdens het seizoen 2010/11. Na een verhoor werd de voorzitter in hechtenis genomen. Doordat de Turkse voetbalbond, vanwege het lopende onderzoek, beperkte inzage kreeg in de stukken van justitie, besloot ze Fenerbahçe (nog) niet te straffen met een degradatie. Eind augustus stelde de UEFA de Turkse bond een ultimatum: Fenerbahçe terug trekken uit de Champions League of een lange schorsing riskeren van Turkije en Turkse teams aan internationale wedstrijden. Een dag later voldeed de bond aan dit verzoek. Fenerbahçe tekende zonder succes bezwaar aan. Uit protest verzocht de club aan de Turkse voetbalbond om te degraderen maar die gaf daar eind augustus geen gehoor aan. Begin september 2011 ging de club tevergeefs in beroep bij het Hof van Arbitrage voor Sport (CAS). Ook de CAS stelde Fenerbahce in het ongelijk. Voorzitter Aziz Yildirim werd hierna in Turkije tevens in hoger beroep schuldig bevonden.
Op 3 juni 2018 werd Ali Koç verkozen als voorzitter. Ali Koç versloeg Aziz Yildirim. In 2023 wist Fenerbahçe voor het eerst een prijs te winnen sinds de landstitel in 2014. Er werd met 2-0 gewonnen van Istanbul Başakşehir in de finale van de Turkse beker.

## Erelijst voetbal
| Internationaal              |     | |
| Balkan Cup                  | 1x  | 1966/67 |
| Nationaal                   |     | |
| Turks landskampioenschap    | 19x | 1959, 1960/61, 1963/64, 1964/65, 1967/68, 1969/70, 1973/74, 1974/75, 1977/78, 1982/83 , 1984/85, 1988/89, 1995/96, 2000/01, 2003/04, 2004/05, 2006/07, 2010/11, 2013/14 |
| Turks voetbalkampioenschap  | 3x  | 1933, 1935, 1944 |
| Nationale Liga              | 6x  | 1936/37, 1939/40, 1942/43, 1944/45, 1945/46, 1949/50 |
| Turkse beker                | 7x  | 1967/68, 1973/74, 1978/79, 1982/83, 2011/12, 2012/13, 2022/23 |
| Turkse Super Cup            | 9x  | 1968, 1973, 1975, 1984, 1985, 1990, 2007, 2009, 2014 |
| Kanseliers Beker            | 8x  | 1944/45, 1945/46, 1949/50, 1972/73, 1979/80, 1988/89, 1992/93, 1997/98                                                                                                  |
| TSYD Beker                  | 12x | 1969/70, 1973/74, 1975/76, 1976/77, 1978/79, 1979/80, 1980/81, 1982/83, 1985/86, 1986/87, 1994/95, 1995/96                                                              |
| Atatürk Beker               | 2x  | 1963/64, 1997/98 |
| Istanboel-Voetbalcompetitie | 16x | 1911/12, 1913/14, 1914/15, 1920/21, 1922/23, 1929/30, 1932/33, 1934/35, 1935/36, 1936/37, 1943/44, 1946/47, 1947/48, 1952/53, 1956/57, 1958/59                          |
| Istanboel Beker             | 1x  | 1945 |
| Istanboel Schild            | 4x  | 1930, 1934, 1938, 1939 |
| Spor-Toto Beker             | 1x  | 1967 |
| Vloot Beker                 | 4x  | 1982, 1983, 1984, 1985 |

## Algemene informatie

### Clublogo
Achter het clublogo van Fenerbahçe zit een verhaal. Het logo is ontworpen door oud-speler Topuz Hikmet en bestaat uit vijf kleuren, die allemaal een betekenis hebben. Het witte gedeelte, met daarin ook de naam van de club (Fenerbahçe Spor Kulübü 1907), staat voor puurheid en openhartigheid. Het rode gedeelte staat voor clubliefde. Beide kleuren verwijzen ook naar de Turkse vlag. Het gele gedeelte staat voor bewondering en tegelijkertijd ook voor de jaloezie van de rivalen. Het blauwe gedeelte symboliseert adeldom. Het eikenblad in het midden van het logo staat voor de opkomst en krachten van Fenerbahçe. De groene kleur van het blad symboliseert de onaantastbaarheid van de successen.

### Mustafa Kemal Atatürk

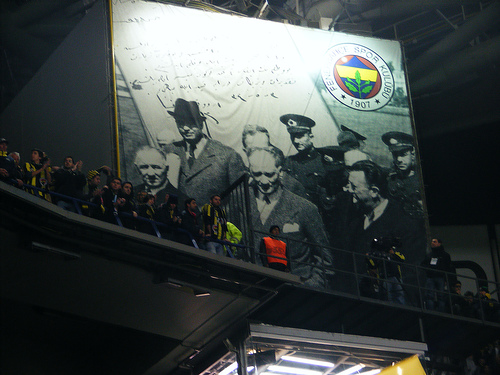
Atatürk bezoekt de club.

Fenerbahçe had en heeft fans in alle geledingen van de Turkse bevolking. Volgens de overlevering was Mustafa Kemal Atatürk, de grondlegger van het huidige Turkije, een hartstochtelijke fan van de Gele Kanaries. De reden dat Atatürk sympathie had voor Fenerbahçe was omdat de club in de onafhankelijkheidsoorlog wapens en soldaten smokkelden voor het Turkse leger. Fenerbahçe is daarom de enige club in Turkije die toestemming had om een borstbeeld van Atatürk in het stadion te hebben. Er bestaat zelfs een drieledig bewijs om Atatürks clubvoorkeur aan te tonen.
Op 10 augustus 1928 zou hij, na een 3-3 gelijkspel tegen Galatasaray SK in de Gazi Cup, met twee Fenerbahçe-fans en drie Galasaray-fans om zich heen gezegd hebben: "Het is hier drie om drie verdeeld, want ik ben ook een Fenerbahçe-fan." Op 5 juni 1932 zou het tweede bewijs geleverd zijn. Nadat Feners houten clubgebouw in Kuşdili was afgebrand, kwam de eerste donatie voor de wederopbouw van Atatürk. Ook heeft Atatürk tijdens een bezoek aan de club het volgende in het ereboek geschreven:
"I was informed of Fenerbahçe Club’s admirable activities and had made it a duty of mine to visit and congratulate the club. That visit has fallen on this day and I hereby record my tribute and congratulations." 
May 3, 1918
signed by Army commander Mustafa Kemal

### Stadion

#### Şükrü Saracoğlu Stadion

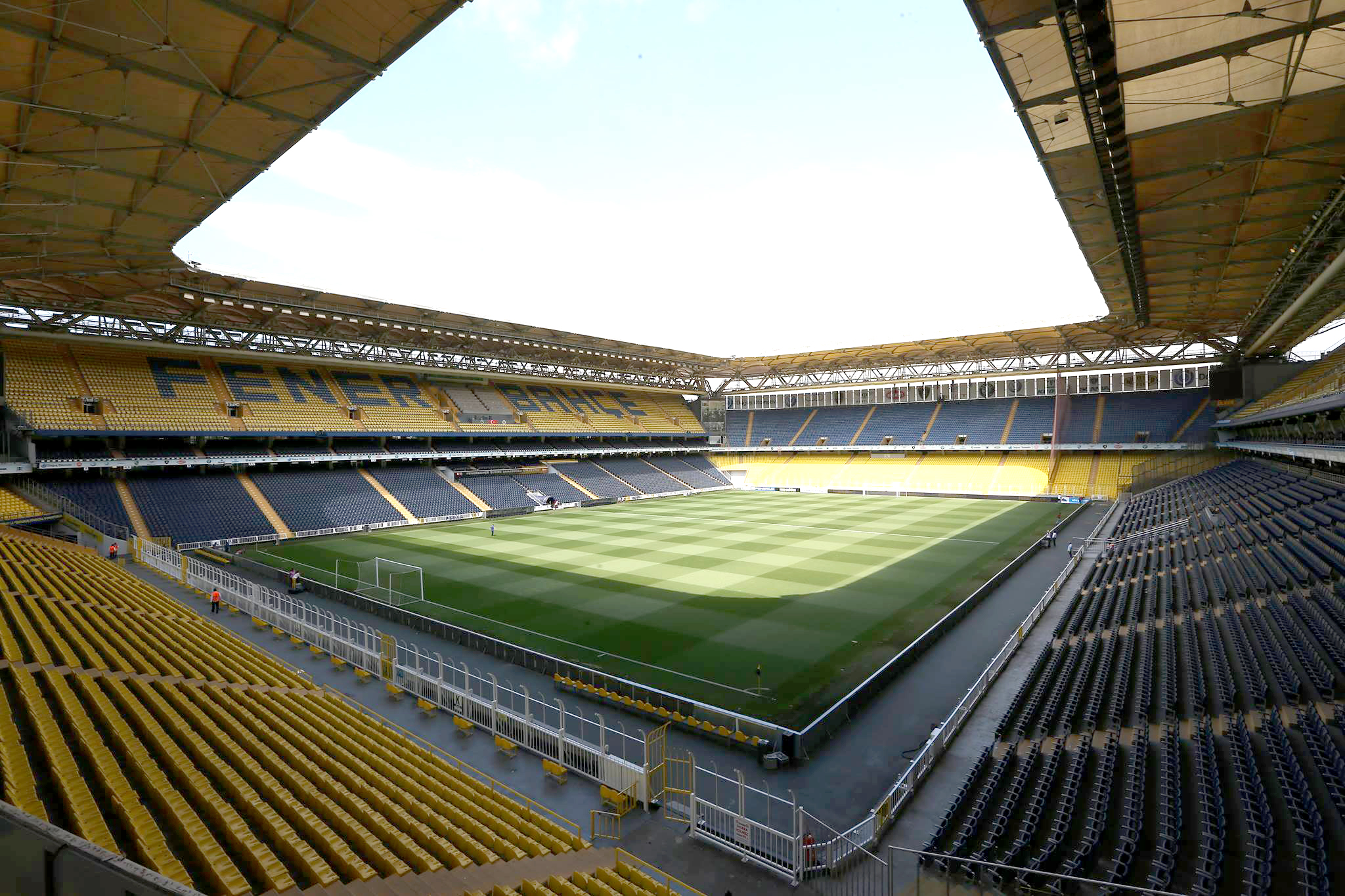
Şükrü Saracoğlu Stadion. Het stadion biedt plaats aan 52.500 toeschouwers. In de tweede ring wordt in een van de lange zijdes de clubnaam met blauwe stoelen weergegeven

Fenerbahçe speelt haar thuiswedstrijden in het Şükrü Saracoğlustadion. Het stadion werd opgeleverd in 1908, maar is sindsdien al talloze keren verbouwd en uitgebreid. De laatste grote verbouwing vond plaats in 2005. Het Şükrü Saracoğlustadion onderscheidt zich van de meeste Turkse voetbalstadions, omdat het geen sintelbaan heeft. Hierdoor zitten de supporters zeer dicht op het veld, wat zorgt voor een bijzonder imponerende sfeer. Onlangs is de renovatie van de Fenerium-tribune voltooid. In dit gedeelte van het stadion kunnen 11.000 VIP-gasten van de wedstrijden genieten. De Skyboxen zijn luxueus ingericht met onder meer een televisie, internetverbinding en eetgelegenheden. De totale capaciteit van het Şükrü Saracoğlustadion bedraagt 52.500 zitplaatsen. Het stadion is een van de twee stadions uit Turkije met 5 UEFA sterren. In 2009 was het stadion decor van de UEFA Cup-finale.
Overigens is het Şükrü Saracoğlustadion vernoemd naar de zesde premier van Turkije Mehmet Şükrü Saracoğlu. De politicus was ook zestien jaar lang, tussen 1934 en 1950, voorzitter van Fenerbahçe. Het stadion is op 22 juli 1998 genoemd naar de in 1953 overleden. Voor 1998 heette het stadion Fenerbahçe Stadı.

#### Fenerbahçe Museum
Binnen het Şükrü Saracoğlu Stadion van Fenerbahçe bevindt zich een museum: Fenerbahçe Spor Kulübü Müzesi. Hiermee is Fenerbahçe de eerste voetbalclub uit Turkije met een eigen officieel museum. In de tijd van de renovaties van het stadion besloot voorzitter Aziz Yıldırım, dat er ook een museum moest komen in het stadion. Een museum, toegankelijk voor iedereen met een Fenerbahçe-hart. Na circa één jaar eraan gewerkt te hebben, werd het museum geopend op 19 oktober 2005. In het museum kan men onder andere de eerste gewonnen trofee bezichtigen. Op 5 juni 1910 won Fenerbahçe met 3-1 van de Griekse club Strugglers, waardoor de Turkse club hun eerste beker in ontvangst mocht nemen. Ook de bekers van de andere sporttakken staan in dit museum.

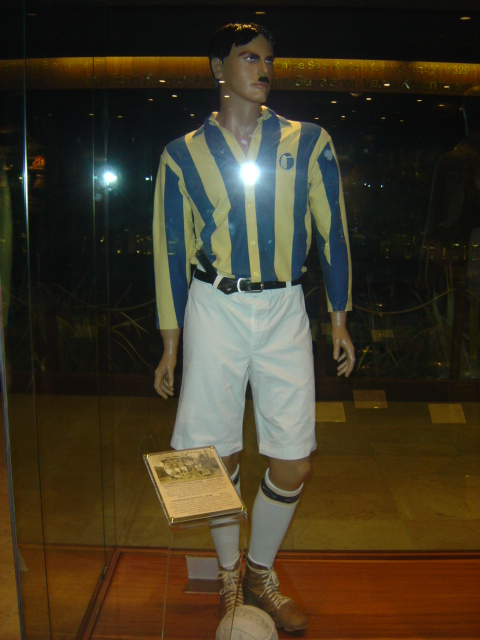
Een van de eerste shirts van Fenerbahçe. De verticale strepen zouden nog vaak terugkomen als design van de shirts van Fenerbahçe
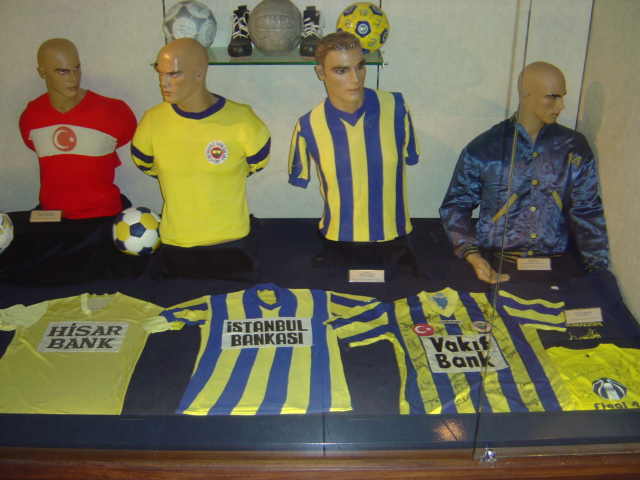
Historische shirts. Op de shirts is te zien dat Fenerbahçe over de jaren heen voornamelijk banken als sponsoren heeft gehad

#### Enkele records
- In 1959 wist Fenerbahçe als eerste Turkse voetbalclub een ronde verder te komen in Europa.
- In 1968 won Fenerbahçe als eerste Turkse voetbalclub een officiële internationale beker: de Balkan Cup.[48] In de finale werd met 3-1 gewonnen van AEK Athene.
- In 1968 wist Fenerbahçe als eerste Turkse voetbalclub een Engelse club uit te schakelen in een Europese competitie. Manchester City FC verloor met 2-1.
- De voetbaltak van Fenerbahçe heeft in totaal 92 officiële bekers gewonnen.[49] Hiermee heeft de club de meeste titels van alle Turkse voetbalclubs. Met de onofficiële bekers meegeteld heeft Fenerbahçe eveneens de meeste cups: 138.[49] Ook met alle sporttakken meegeteld heeft Fenerbahçe de meeste bekers gewonnen in Turkije.
- Fenerbahçe is de eerste kampioen van de Süper Lig.
- Sinds de oprichting van de Turkse voetbalbond in 1923 is Fenerbahçe het vaakst kampioen geworden in de door TFF georganiseerde kampioenschappen. (27 titels)
- In het seizoen 1969/70 kreeg de club in de Süper Lig slechts zes doelpunten tegen. Dit is een record in de Süper Lig.
- In het seizoen 1988/89 eindigde Fenerbahçe het seizoen met een doelsaldo van 76+, het hoogste doelsaldo ooit dat werd behaald in de Süper Lig.[50]
- Op 16 mei 1992 eindigde de wedstrijd Fenerbahçe - Gaziantepspor in 8-4. Hiermee vestigden beide clubs een nieuw record in de Süper Lig: nog nooit werd in één wedstrijd zo vaak gescoord.
- In de groepsfase van de UEFA Europa League 2009-10 behaalde Fenerbahçe 15 punten: dit is de beste prestatie van een Turkse club in de groepsfase van deze competitie.
- Sinds 18 maart 2008 staat Fenerbahçe SK als recordhouder in het Guinness Book of Records:[51] tussen 1 januari en 31 december 2007 (het honderdjarig bestaan) won Fenerbahçe met de negen actieve sporttakken 1134 prijzen. Nog nooit behaalde een club zoveel prijzen binnen één jaar.
- In het seizoen 2023/24 sloot Fenerbahçe de eerste seizoenshelft af met 50 punten.
- Fenerbahçe won als eerste club al zijn thuiswedstrijden in één seizoen, er werd 17 keer gewonnen. (2000-2001)
- Fenerbahçe heeft de meeste internationals geleverd aan het Turks voetbalelftal, ook liet de club de meeste voetballers naar Europa vertrekken.[bron?]
- Het dames basketbalteam van Fenerbahçe speelde als eerste Turkse basketbalclub in de finale van de FIBA EuroCup Women.
- Het dames volleybalteam Fenerbahçe Acıbadem won op 21 december 2010 als eerste Turkse volleybalclub de wereldbeker voor clubteams, dit is tevens de eerste keer dat een Turkse sportclub een wereldbeker wist te winnen in een Olympische teamsport.
- Vanaf de oprichting van de Süper Lig tot nu scoorde Fenerbahçe de meeste doelpunten, behaalde het de meeste punten en won de club de meeste wedstrijden.
- Op 22 november 2010 scoorde Alex de Souza de 3000ste treffer van Fenerbahçe in de Süper Lig, dit is een record in de Süper Lig.

### De Grote Drie

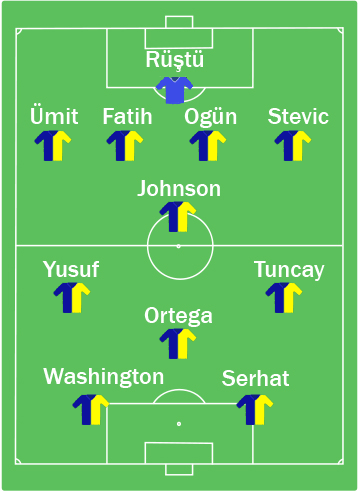
De opstelling van de historische 6-0 wedstrijd tegen Galatasaray.

Met Üç Büyükler (Turks voor 'De Grote Drie') worden in Turkije de drie grootste clubs uit Istanbul bedoeld. Het gaat hierbij om Beşiktaş JK, Galatasaray SK en Fenerbahçe. Aanvankelijk (van 1959 tot 1978) werd het Turkse voetbal gedomineerd door De Grote Drie. Jaren achter elkaar werden Fenerbahçe, Galatasaray en Besiktas JK kampioen van Turkije. Geen enkele andere ploeg leek er wat aan te kunnen doen tot in 1978 Trabzonspor kampioen werd. De ploeg uit Trabzon werd hierna tot 1985 steeds eerste of tweede. De laatste jaren spreekt men echter weer van De Grote Drie omdat het alweer ruim 24 jaar geleden is dat Trabzonspor kampioen van de Süper Lig werd. Fenerbahçe en Galatasaray hebben momenteel de meeste kampioenschappen achter hun naam staan. Galatasaray is recordhouder door 22 keer kampioen te worden, Fenerbahçe werd 18 maal kampioen, Beşiktaş 11 maal en Trabzonspor eindigde 6 maal op de eerste plaats.
Omdat Fenerbahçe en Galatasaray wat meer kampioenschappen hebben behaald dan Beşiktaş, zijn de derby's tussen deze twee clubs net wat specialer. De relatie tussen de twee clubs wordt beschreven als Ezeli Rakip, Ebedi Dost (Eeuwige Tegenstander, Vriend voor Altijd) en Zıt Kardeşler (Tegengestelde Broeders). Fenerbahçe (18) en Galatasaray (19) werden het vaakst kampioen van Turkije. In onderlinge resultaten heeft Fenerbahçe vaker gewonnen van Galatasaray dan andersom. Ook heeft de geel-blauwe club vaker gescoord tegen de aartsrivaal. Sinds de oprichting van Fenerbahçe hebben de twee clubs (op 24 oktober 2010) 366 keer tegen elkaar gevoetbald. Fenerbahçe won 139 keer, Galatasaray won 116 keer, en 111 keer werd gelijk gespeeld. In de Süper Lig hebben de twee clubs 106 wedstrijden gespeeld. Ook hier heeft Fenerbahçe meer wedstrijden gewonnen dan verloren: 43 keer gewonnen, 29 keer verloren en 33 keer gelijk gespeeld. Hierbij heeft Fenerbahçe 136 keer gescoord en Galatasaray 102 keer. Alle wedstrijden meegerekend, heeft de Fener 512 keer gescoord, waarop Cim Bom 463 keer een antwoord heeft gegeven. Iemand wordt pas echt een Fenerbahçe-speler genoemd, als deze speler tegen de aartsrivaal Galatasaray heeft gescoord. Ook zal de 6-0-overwinning tegen Galatasaray op 6 november 2002 nooit vergeten worden.
Tussen Fenerbahçe en Beşiktaş zijn er in totaal 327 wedstrijden gespeeld, Fenerbahçe won 122 maal en Beşiktaş 120 keer, 85 keer werd er gelijk gespeeld. Fenerbahçe scoorde totaal 442 doelpunten en Beşiktaş 413. Ook als men alleen de Lig wedstrijden meetelt heeft Fenerbahçe het meest gewonnen namelijk 38 wedstrijden en Besiktas 35 wedstrijden, 34 keer werd er gelijk gespeeld. Beşiktaş scoorde in de Lig wedstrijden in totaal 115 maal en Fenerbahçe 107 maal.
Enkele statistieken van De Grote Drie en Trabzonspor zijn:
- In de Süper Lig werd Fenerbahçe 18 maal de club met de meeste overwinningen in één seizoen. (Galatasaray 20 keer, Beşiktaş 13 keer, Trabzonspor 6 keer)
- In de Süper Lig werd Fenerbahçe 23 maal de minst verliezende club in één seizoen. (Galatasaray 17, Beşiktaş 11 keer, Trabzonspor 7 keer)
- In de Süper Lig werd Fenerbahçe 22 maal de meest scorende club in één seizoen. (Galatasaray 16 keer, Beşiktaş 6 keer, Trabzonspor 4 keer)
- In de Süper Lig had Fenerbahçe 14 maal de minst gepasseerde verdediging in één seizoen. (Beşiktaş 13 keer, Galatasaray 12 keer, Trabzonspor 11)
- Fenerbahçe is met 34 keer de club die het meest eerste of tweede is geworden in de Süper Lig. (Galatasaray 27 keer, Beşiktaş 23 keer, Trabzonspor 13 keer)
- Fenerbahçe is de enige club die het landskampioenschap (tweemaal zelfs) op de laatste wedstrijd van de competitie heeft verloren (2006 en 2010). Het meest toevallige is dat dit beide gebeurd is met Cristoph Daum als trainer.

 * De finalewedstrijden van 1959 zijn hierbij opgenomen in de statistieken, en van het seizoen 1962/63 is alleen rekening gehouden met de uiteindelijke classificatie in de Play-Off-groep. 

## Selectie 2025/26
| Nr.           | Nat.               | Naam                |
| ------------- | ------------------ | ------------------- |
| Doelmannen    |                    |                     |
| 1             | Vlag van Turkije   | Irfan Can Eğribayat |
| 25            | Vlag van Turkije   | Tarık Çetin         |
| 40            | Vlag van Kroatië   | Dominik Livaković   |
| Verdedigers   |                    |                     |
| 3             | Vlag van Brazilië  | Diego Carlos        |
| 4             | Vlag van Turkije   | Çağlar Söyüncü      |
| 6             | Vlag van Ghana     | Alexander Djiku     |
| 16            | Vlag van Turkije   | Mert Müldür         |
| 22            | Vlag van Turkije   | Levent Mercan       |
| 24            | Vlag van Nederland | Jayden Oosterwolde  |
| 33            | Vlag van Engeland  | Archie Brown        |
| 37            | Vlag van Slowakije | Milan Škriniar      |
| 50            | Vlag van Brazilië  | Rodrigo Becão       |
| 77            | Vlag van Servië    | Ognjen Mimović      |
| 95            | Vlag van Turkije   | Yusuf Akçiçek       |
| Middenvelders |                    |                     |
| 5             | Vlag van Turkije   | İsmail Yüksek       |
| 8             | Vlag van Turkije   | Mert Hakan Yandaş   |
| 13            | Vlag van Brazilië  | Fred                |
| 34            | Vlag van Marokko   | Sofyan Amrabat      |
| 53            | Vlag van Polen     | Sebastian Szymański |
| Aanvallers    |                    |                     |
| 10            | Vlag van Colombia  | Jhon Durán          |
| 17            | Vlag van Turkije   | İrfan Can Kahveci   |
| 19            | Vlag van Marokko   | Youssef En-Nesyri   |
| 23            | Vlag van Turkije   | Cenk Tosun          |
| 70            | Vlag van Turkije   | Oğuz Aydın          |
| 77            | Vlag van Turkije   | Burak Kapacak       |
| 94            | Vlag van Brazilië  | Talisca             |

## Fenerbahçe SK in Europa
Fenerbahçe SK speelt sinds 1959 in diverse Europese competities. Hieronder staan de competities en in welke seizoenen de club deelnam:
- Champions League (17x)

1996/97, 2001/02, 2002/03, 2004/05, 2005/06, 2006/07, 2007/08, 2008/09, 2010/11, 2012/13, 2013/14, 2015/16, 2016/17, 2018/19, 2022/23, 2024/25, 2025/26
- Europacup I (12x)

1959/60, 1961/62, 1964/65, 1965/66, 1968/69, 1970/71, 1974/75, 1975/76, 1978/79, 1983/84, 1985/86, 1989/90
- Europa League (10x)

2009/10, 2010/11, 2012/13, 2015/16, 2016/17, 2017/18, 2018/19, 2021/22, 2022/23, 2024/25
- Conference League (2x)

2021/22, 2023/24
- Europacup II (2x)

1963/64, 1979/80
- UEFA Cup (17x)

1971/72, 1972/73, 1973/74, 1976/77, 1977/78, 1980/81, 1984/85, 1990/91, 1992/93, 1994/95, 1995/96, 1997/98, 1998/99, 1999/00, 2002/03, 2004/05, 2006/07

## Topscorers
| #   | Naam             | Seizoen   | Goals    |
| --- | ---------------- | --------- | -------- |
| 1.  | Ogün Altıparmak  | 1970-1971 | 16 goals |
| 2.  | Osman Arpacıoğlu | 1972-1973 | 16 goals |
| 3.  | Cemil Turan      | 1973-1974 | 14 goals |
| 4.  | Cemil Turan      | 1975-1976 | 17 goals |
| 5.  | Cemil Turan      | 1977-1978 | 17 goals |
| 6.  | Selçuk Yula      | 1981-1982 | 16 goals |
| 7.  | Selçuk Yula      | 1982-1983 | 19 goals |
| 8.  | Aykut Kocaman    | 1988-1989 | 29 goals |
| 9.  | Aykut Kocaman    | 1991-1992 | 25 goals |
| 10. | Tanju Çolak      | 1992-1993 | 27 goals |
| 11. | Bülent Uygun     | 1993-1994 | 22 goals |
| 12. | Aykut Kocaman    | 1994-1995 | 27 goals |
| 13. | Alex de Souza    | 2006-2007 | 19 goals |
| 14. | Semih Şentürk    | 2007-2008 | 17 goals |
| 15. | Alex de Souza    | 2010-2011 | 28 goals |
| 16. | Enner Valencia   | 2022-2023 | 29 goals |

#### Meest opgesteld
| # | Naam                   | Carrière Jaar | Aantal keer opgesteld | Goals |
| - | ---------------------- | ------------- | --------------------- | ----- |
| 1 | Müjdat Yetkiner        | 1980–1995     | 763                   | 20    |
| 2 | Lefter Küçükandonyadis | 1947–1964     | 615                   | 423   |
| 3 | Şeref Has              | 1955–1969     | 605                   | 168   |
| 4 | Cem Pamiroğlu          | 1976–1986     | 508                   | 17    |
| 5 | Rüştü Reçber           | 1994–2007     | 447                   | 0     |

## Bekende (oud-)Kanaries

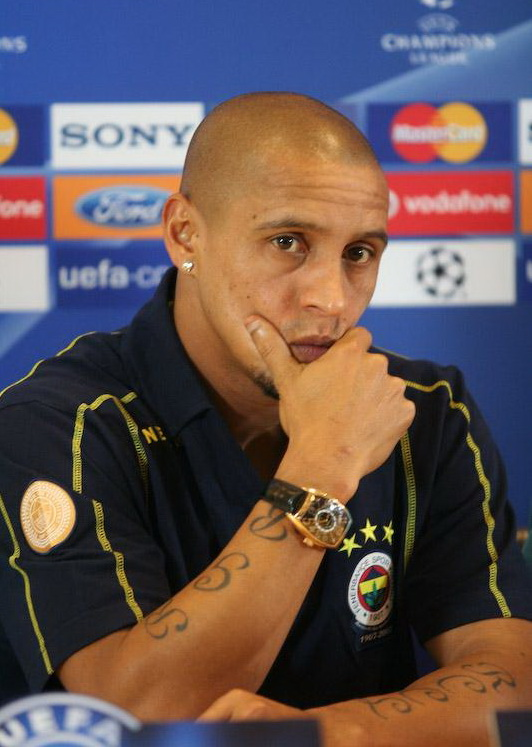
Oud-speler Roberto Carlos, die in 2,5 seizoen ruim 100 wedstrijden voor de club speelde

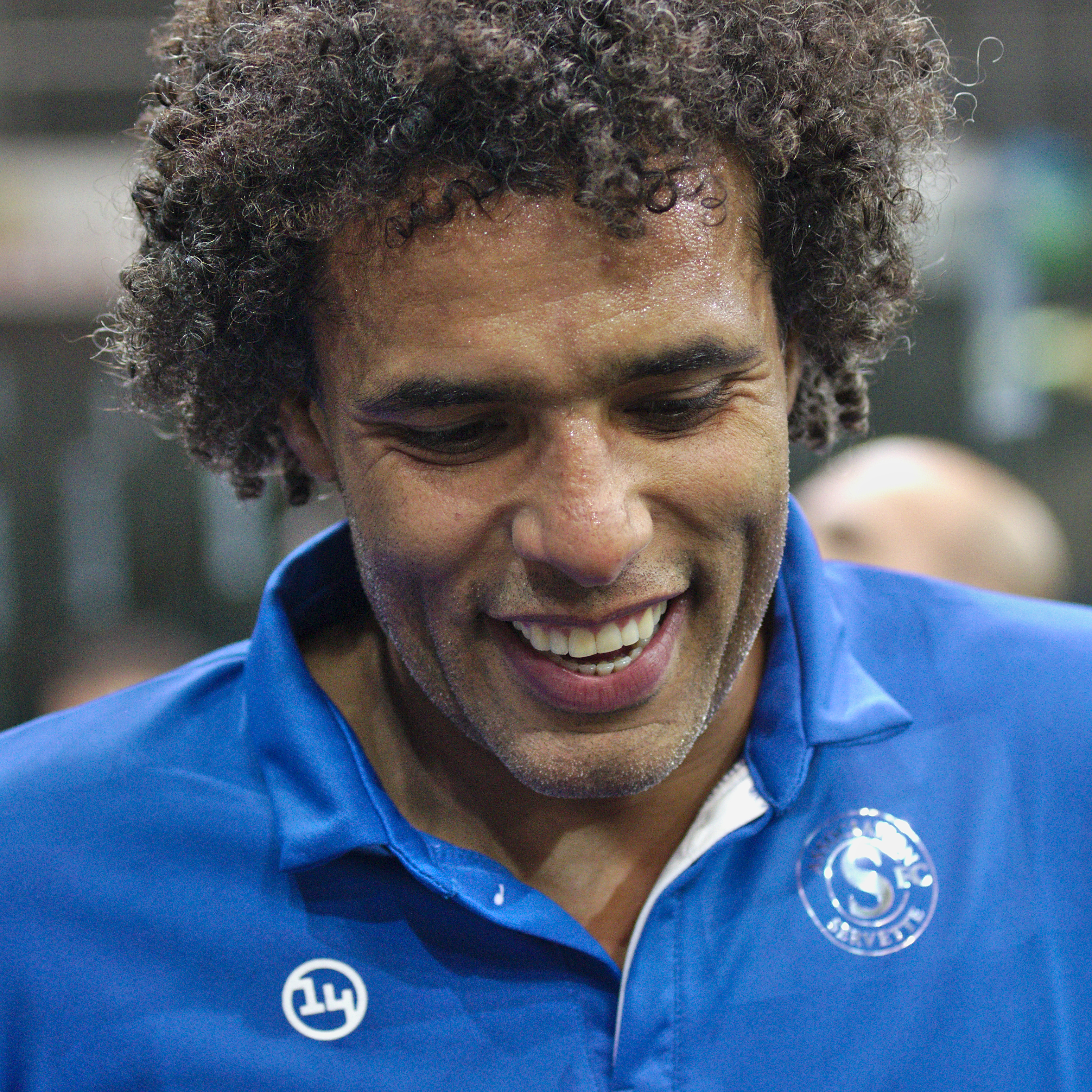
Pierre van Hooijdonk is de eerste Nederlandse voetballer die uitkwam voor Fenerbahçe, tussen 2003 en 2005. In 2003/04 speelde de Nederlander alle competitiewedstrijden (34) en was hij met 23 doelpunten clubtopscorer

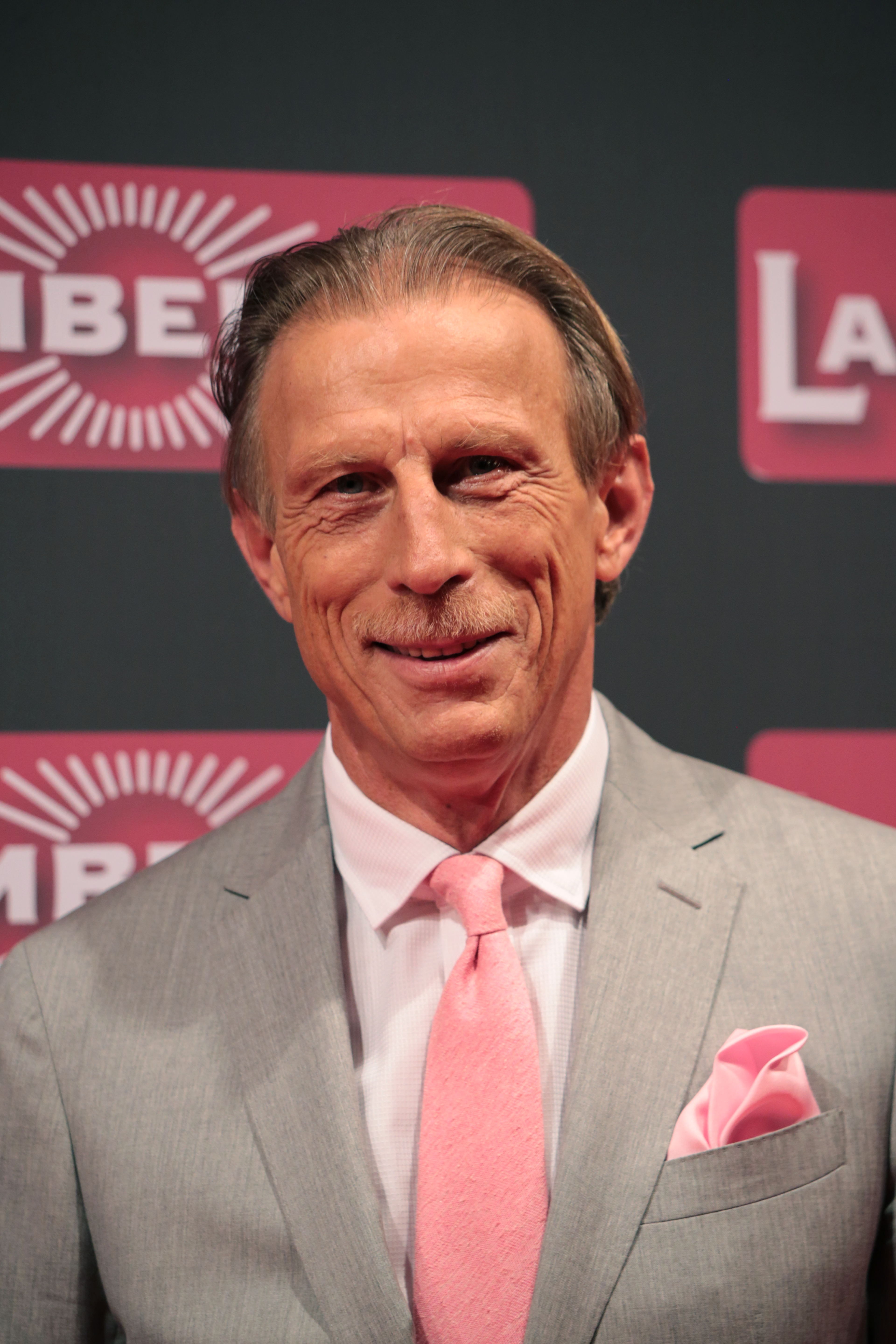
Christoph Daum was coach van Fenerbahçe tussen 2003 en 2006 waarin hij de Gele Kanaries twee landskampioenschappen bracht

### Spelers
- Serhat Akın
- Fatih Akyel
- Bruno Alves
- Nicolas Anelka
- Cihat Arman
- Emre Aşık
- Serkan Balcı
- Deniz Barış
- Can Bartu
- Emre Belözoğlu
- Ali Bilgin
- Uğur Boral
- Erol Bulut
- Yasin Çakmak
- Roberto Carlos
- Oğuz Çetin
- Servet Çetin
- Rıdvan Dilmen
- Mustafa Doğan
- Robert Enke
- Abdullah Ercan
- Fred
- Gökhan Gönül
- Daniel Güiza
- Gürhan Gürsoy
- Murat Hacıoğlu
- Pierre van Hooijdonk
- Ferdi Kadıoğlu
- Colin Kâzım-Richards
- Mateja Kežman
- Simon Kjær
- Aykut Kocaman
- Dirk Kuijt
- Lefter
- Jeremain Lens
- Diego Lugano
- Raul Meireles
- Tümer Metin
- Nani
- Roman Neustädter
- Jayden Oosterwolde
- Ariel Ortega
- Ümit Özat

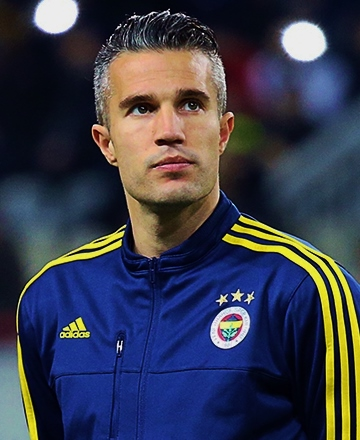
Robin van Persie
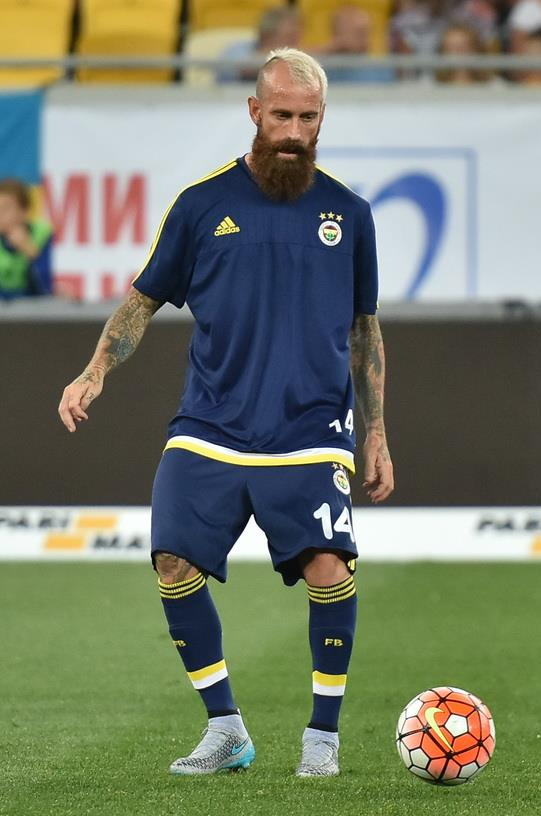
Raul Meireles
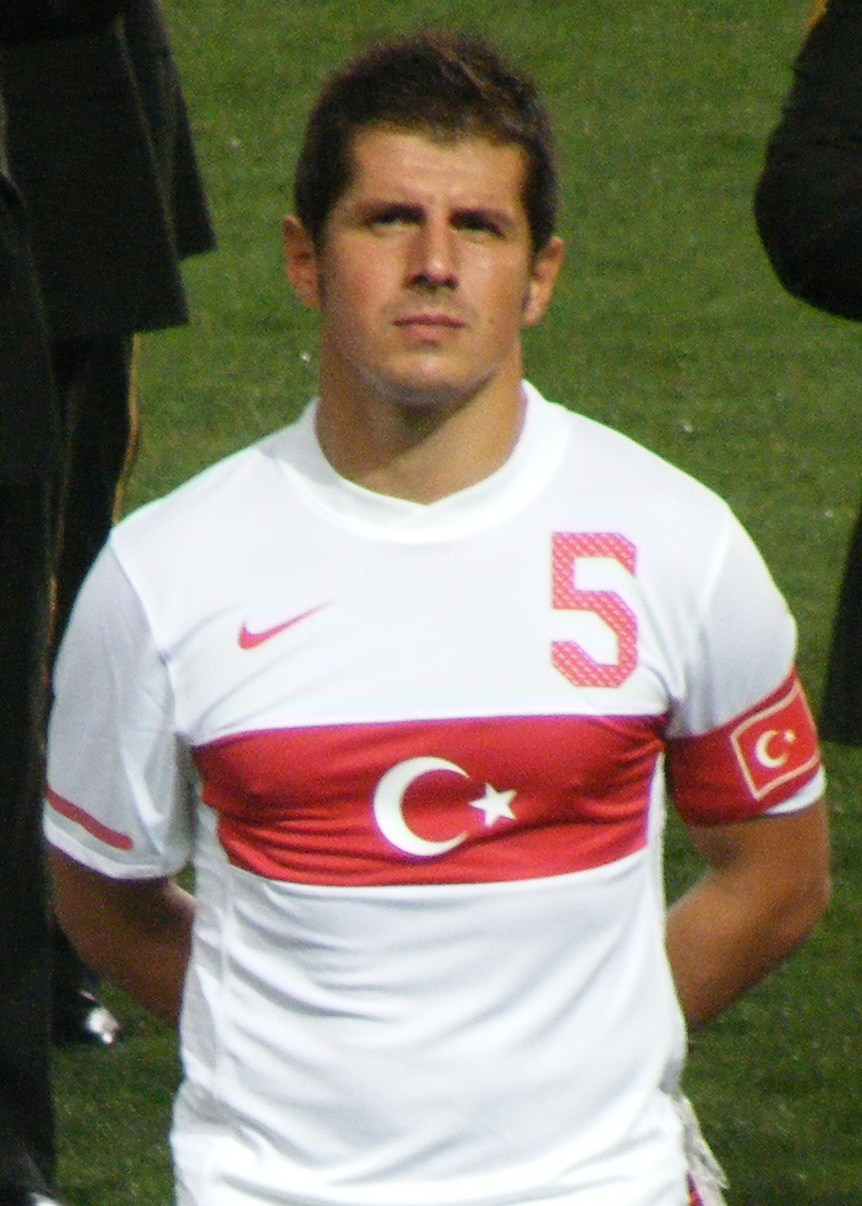
Emre Belözoğlu
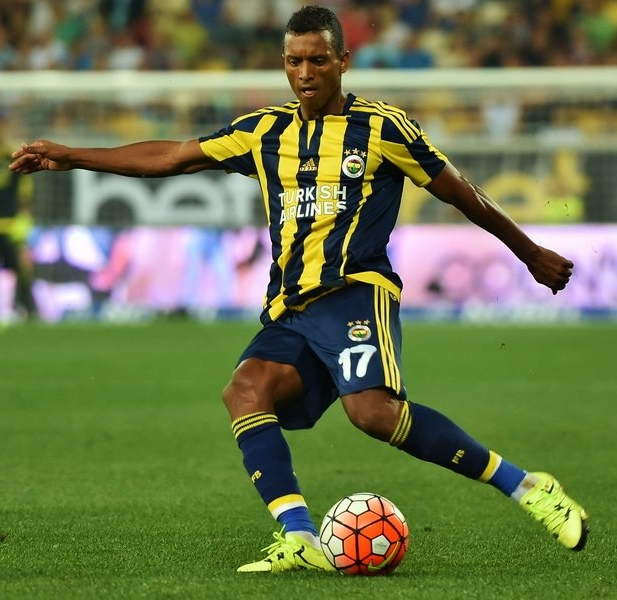
Nani
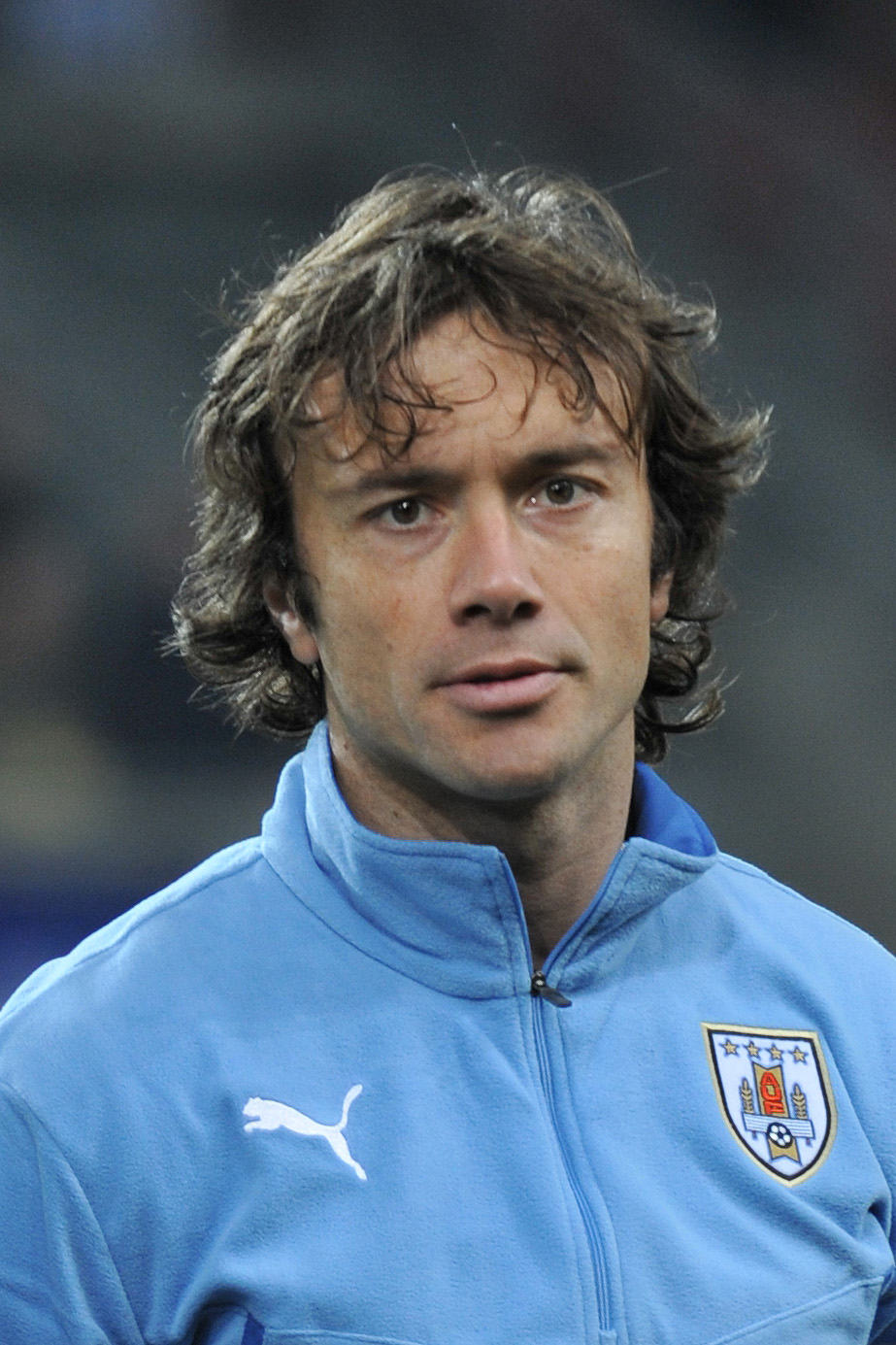
Diego Lugano
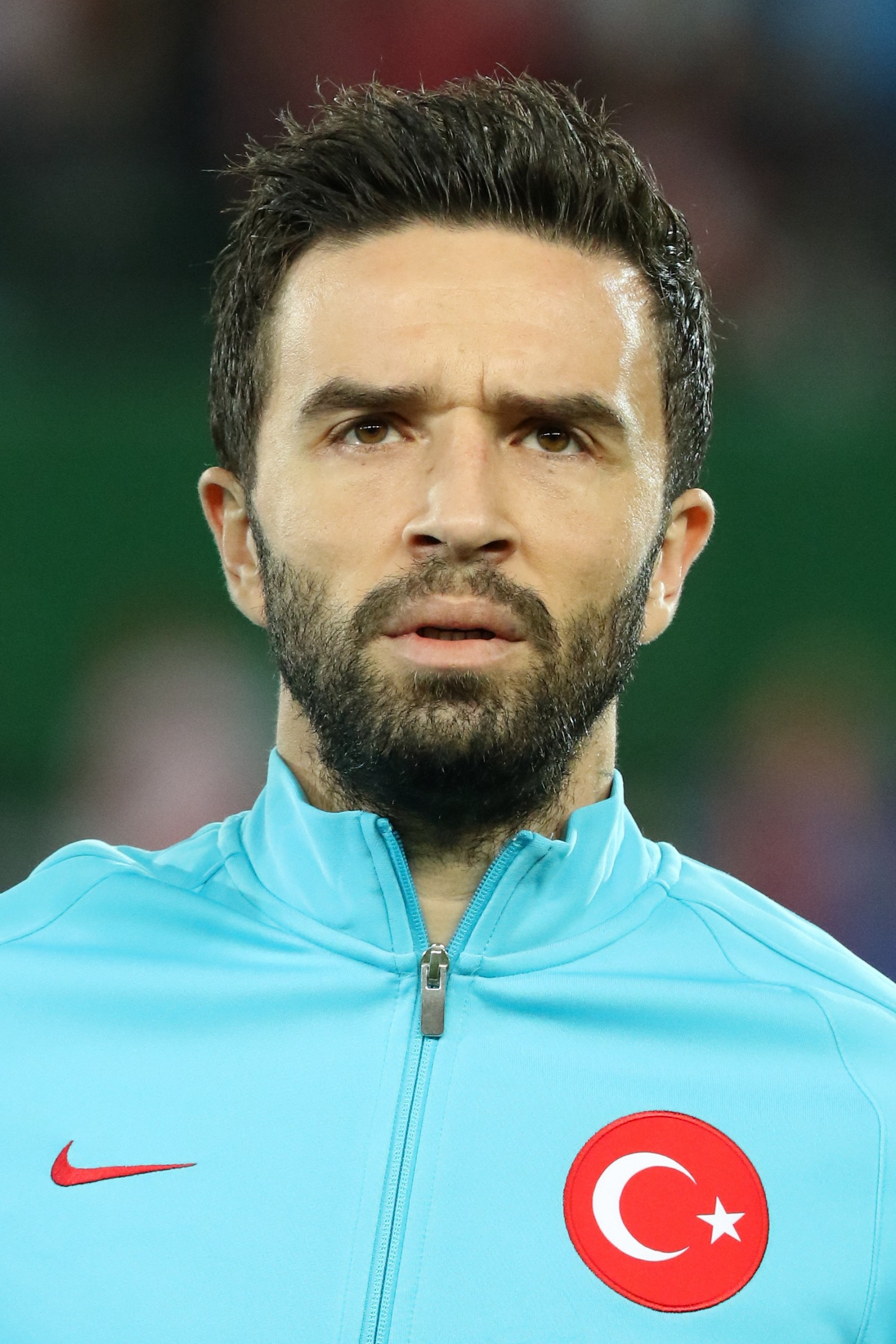
Gökhan Gönül

- Rüştü Reçber
- Selçuk Şahin
- Allan Saint-Maximin
- Tuncay Şanlı
- Semih Şentürk
- Yusuf Şimşek
- Martin Škrtel
- Alex de Souza
- Zeki Rıza Sporel
- Miroslav Stoch
- Sebastian Szymański
- Dušan Tadić
- Ogün Temizkanoğlu
- Mehmet Topuz
- Önder Turacı
- Cemil Turan
- Bülent Uygun
- Enner Valencia
- Sergen Yalçın
- Mehmet Yozgatlı
- Selçuk Yula

- Robin van Persie
- Raul Meireles
- Emre Belözoğlu
- Nani
- Diego Lugano
- Gökhan Gönül

### Trainers
- Dick Advocaat
- Luis Aragonés
- Erol Bulut
- Phillip Cocu
- Christoph Daum
- Guus Hiddink
- Jorge Jesus
- Aykut Kocaman
- Joachim Löw
- José Mourinho
- Vitor Pereira
- Ersun Yanal
- Zico

## Andere sporttakken

### Basketbal
De een na grootste tak van Fenerbahçe is hun basketbalteam. Voorheen was het herenteam succesvol te noemen (in 11 jaar tijd werd men 7 keer kampioen van Istanbul), maar sinds de oprichting van de Türkiye Basketbol Ligi is men slechts twee keer kampioen van Turkije geworden. Met het damesteam gaat het stukken beter: sinds 1999 zijn de basketbalsters vijf maal kampioen geworden. In zomer 2006 fuseerde de basketbaltak van Fenerbahçe met Ülkerspor. Sindsdien heet het basketbalteam Fenerbahçe Ülker. Ülkerspor werd in 1995, 1998, 2001 en 2006 kampioen van de hoogste Turkse basketbaldivisie. Alle spelers van Ülkerspor die daar nog een lopend contract hadden, werden spelers van Fenerbahçe Ülker.
- Het herenteam van Fenerbahçe...
  - werd kampioen van Turkije in: 1991, 2007, 2008, 2010
  - won de Turkse Beker in: 1967, 2010
  - won de Turkse Federatie Cup in: 1954, 1958, 1959, 1960, 1961
  - won de Turkse Super Cup in: 1990, 1991, 1994
  - werd kampioen van Istanbul in: 1955, 1956, 1957, 1963, 1964, 1965, 1966
- Het damesteam van Fenerbahçe...
  - werd kampioen van Turkije in: 1999, 2002, 2004, 2006, 2007, 2008, 2009, 2010
  - won de Turkse Beker in: 1999, 2000, 2001, 2004, 2005, 2006, 2007, 2008, 2009
  - won de Turkse Super Cup in: 1999, 2000, 2001, 2004, 2005
  - werd verliezend FIBA Eurocup finalist in: 2005

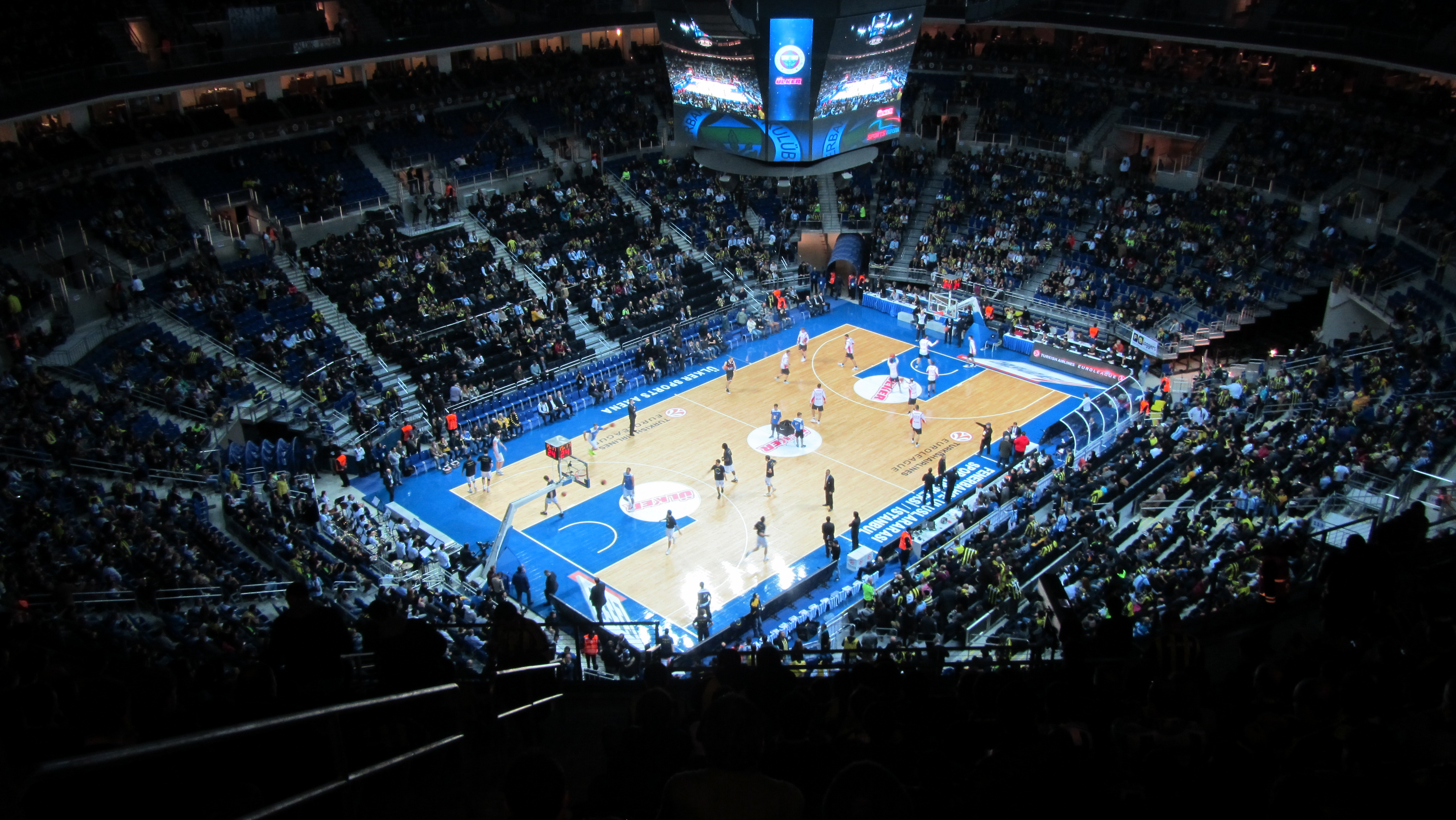
Ülker Sports and Event Hall. Thuisbasis van het herenbasketbalteam (Fenerbahçe Ülker) van Fenerbahçe
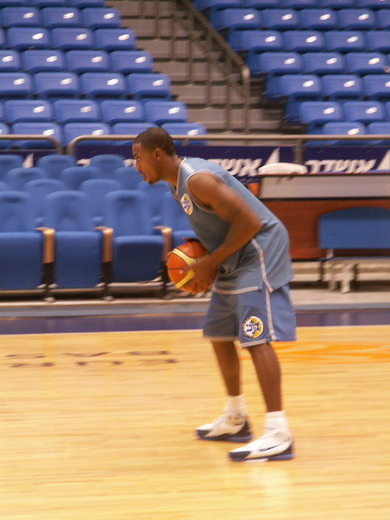
Will Solomon (ex-Memphis Grizzlies) werd in 2006 overgenomen door Fenerbahçe. De Amerikaan werd in 2007 verkozen tot Most Valuable Player van de hoogste Turkse basketbaldivisie.

### Volleybal
Een andere populaire tak van Fenerbahçe is de volleybalbranche. Hier zijn de vrouwen succesvoller dan de mannen. Het vrouwenteam is tien keer kampioen van Turkije geworden, terwijl het mannenteam twee keer kampioen van Turkije werd.

## Supportersverenigingen

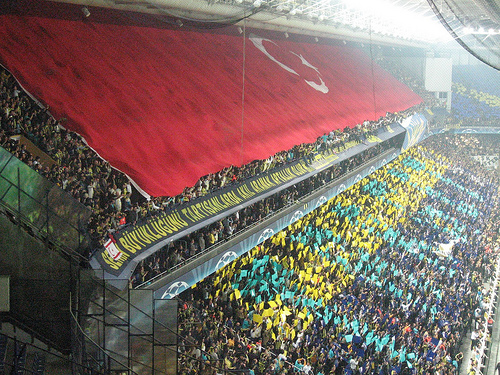
De Turkse vlag in het stadion.

Genç Fenerbahçeliler (GFB) werd in 1998 opgericht, maar de wortels gaan terug naar de jaren 80 toen Fenerbahçe ook al bekendstond om zijn fanatieke supporters. Fenerbahçe heeft verder supportersverenigingen over de hele wereld.